# Hamburger Kunsthalle

Logo der Hamburger Kunsthalle seit 2016

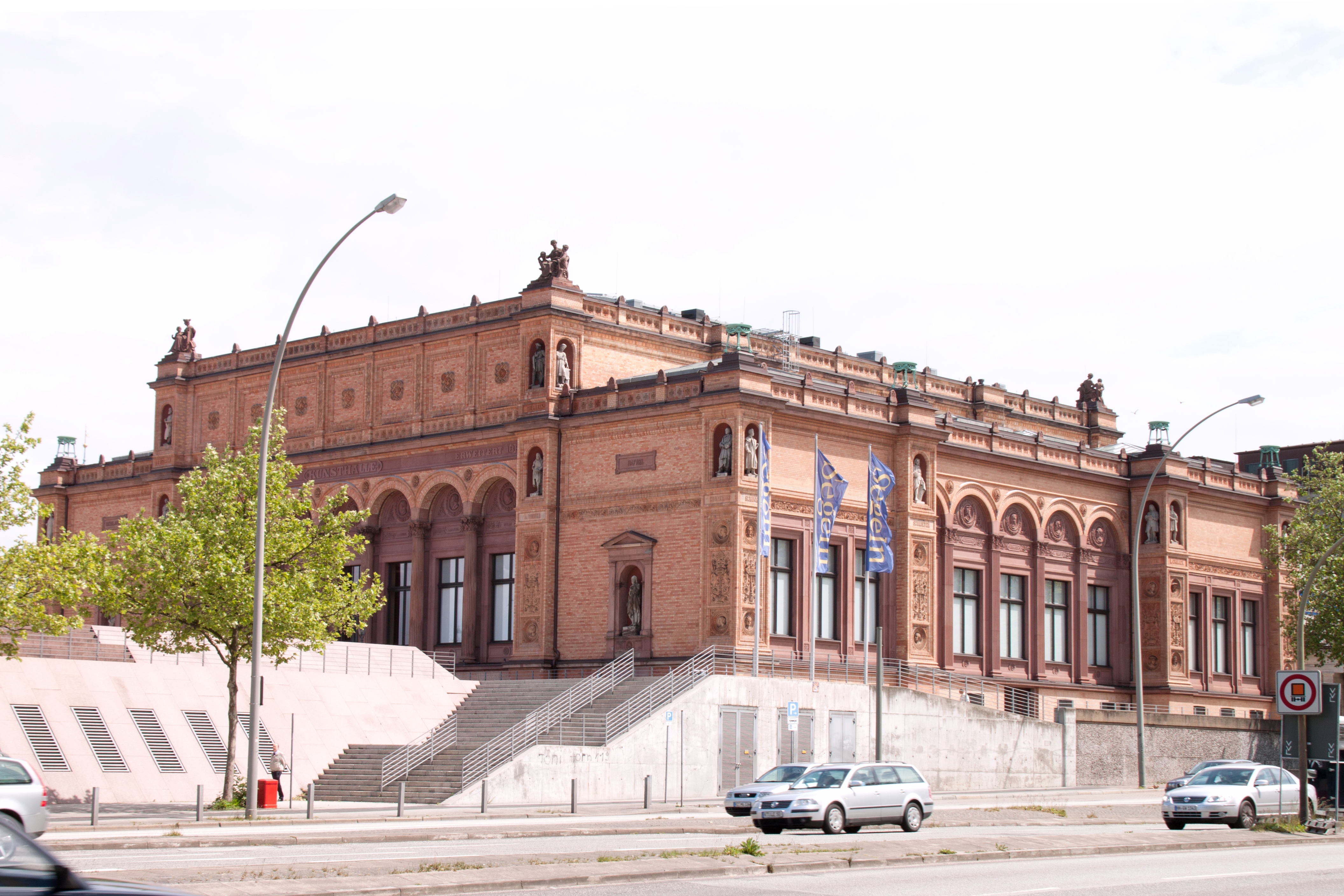
Gründungsbau von 1869
(Georg Theodor Schirrmacher, Hermann von der Hude)

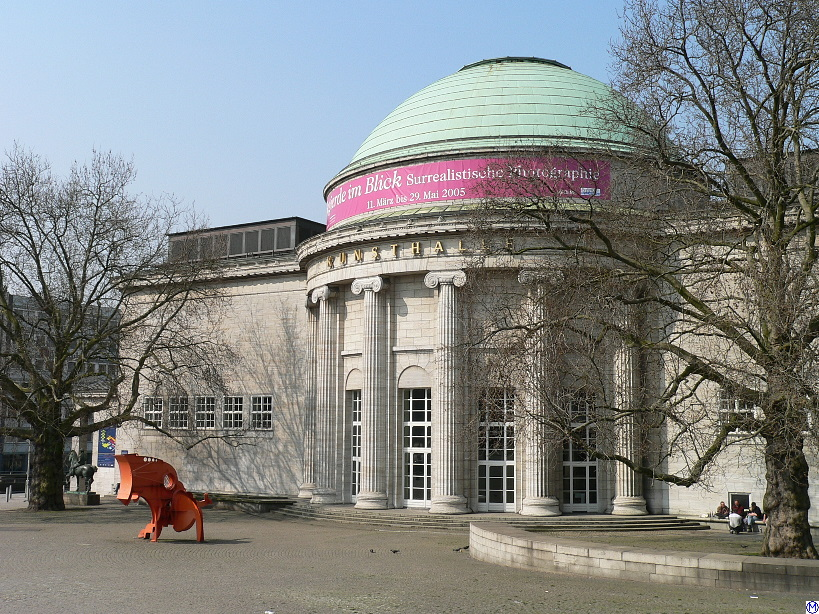
Erweiterungsbau von 1909/1921
(Fritz Schumacher) (Foto: 2005)

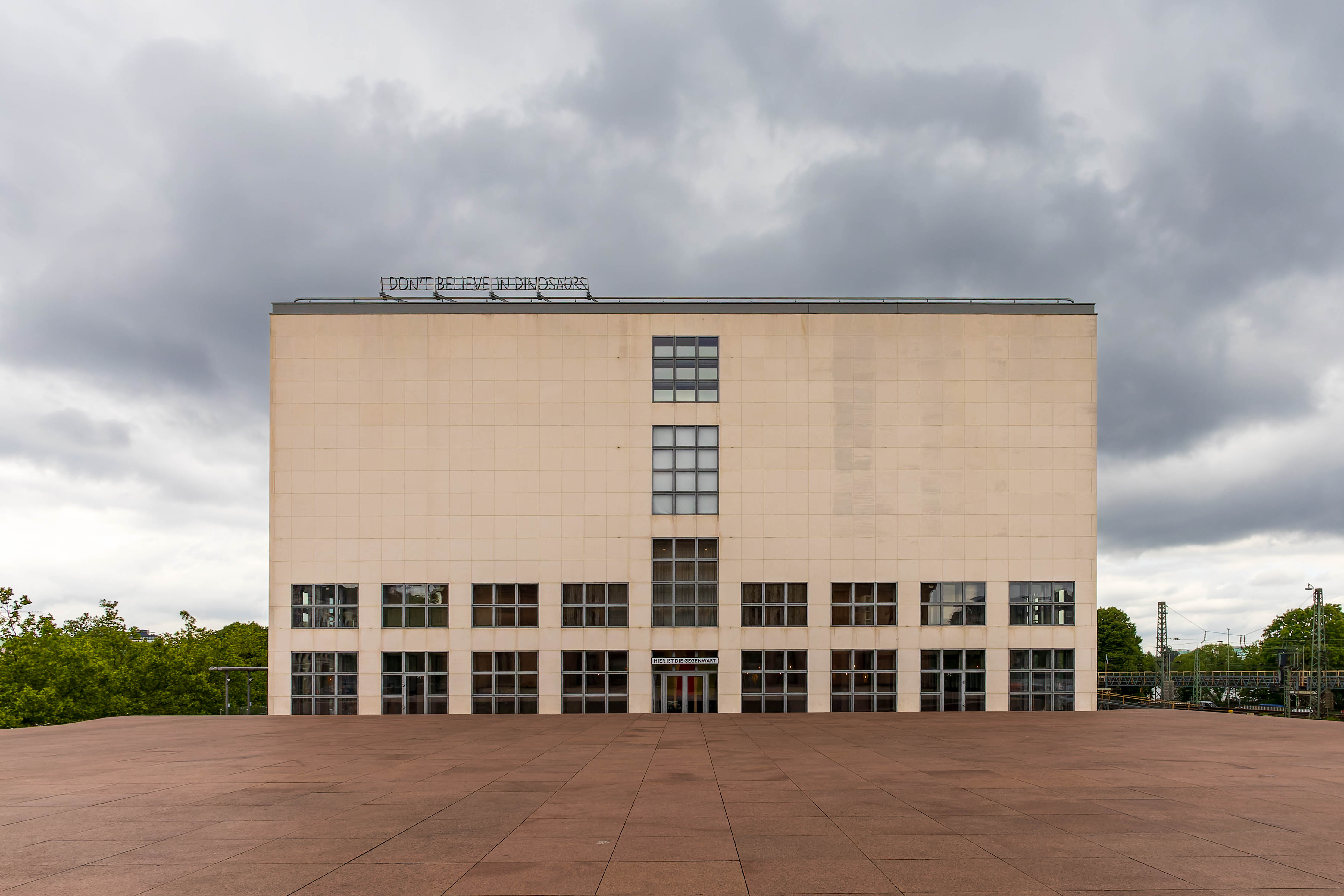
Galerie der Gegenwart von 1996
(Oswald Mathias Ungers) (Foto 2022)

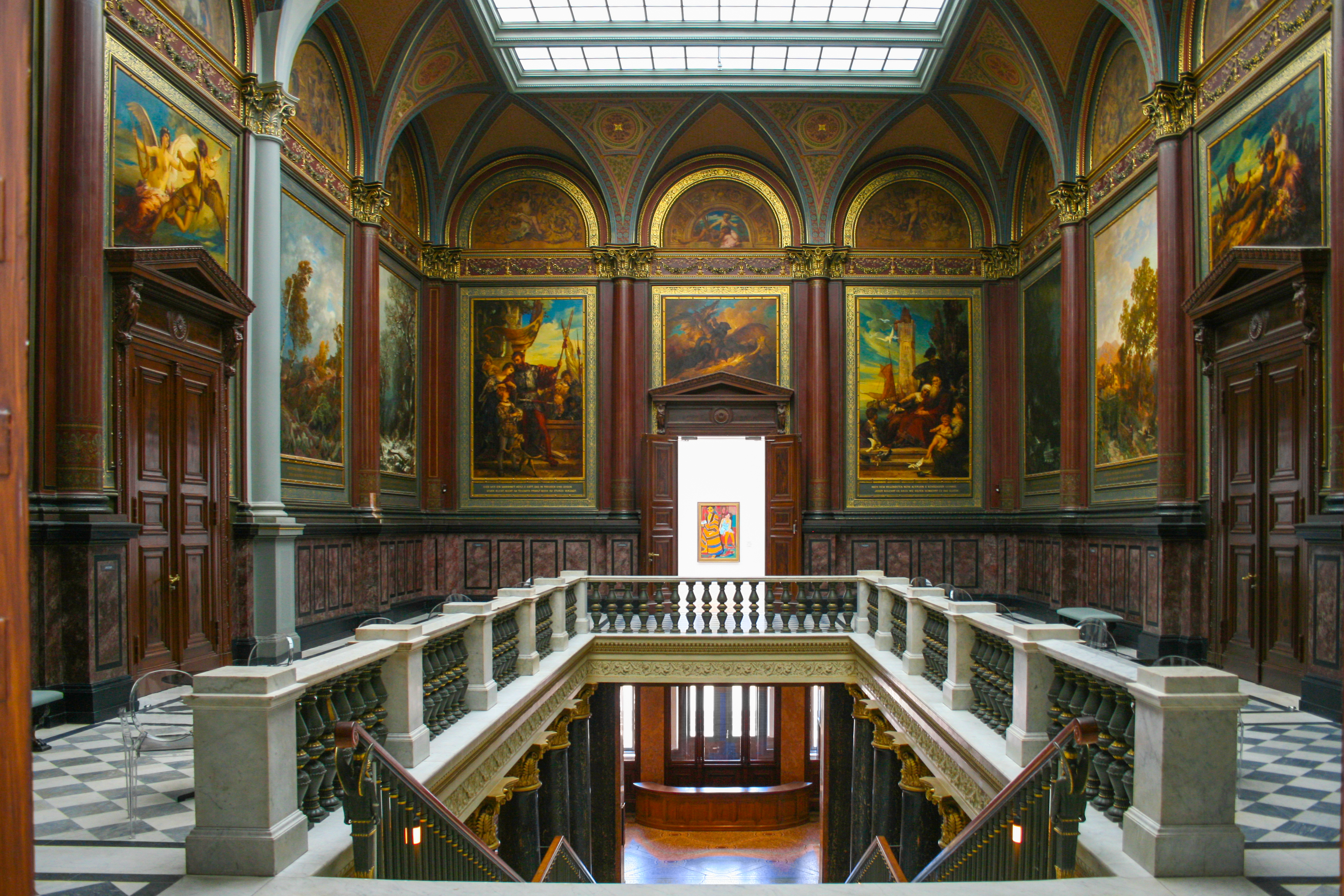
Alter Treppenaufgang

Die Hamburger Kunsthalle beheimatet im Zentrum von Hamburg auf mehr als 13.000 Quadratmetern Ausstellungs- und Veranstaltungsfläche eine der wichtigsten öffentlichen Kunstsammlungen Deutschlands. Die Sammlung erstreckt sich über acht Jahrhunderte vom Mittelalter bis zur Gegenwart. Traditionell liegt ein Schwerpunkt auf der Kunst des 19. Jahrhunderts. Daneben gibt es eigene Abteilungen für die Alten Meister und die Klassische Moderne. Der modernen und zeitgenössischen Kunst ist ein separater Gebäudekomplex gewidmet. Das Kupferstichkabinett der Kunsthalle umfasst über 130.000 Blätter. Die Bibliothek enthält mehr als 175.000 Bände, darunter ca. 3000 illustrierte Bücher. Zahlreiche Exemplare aus den Beständen können in den Studien- bzw. Lesesälen vor Ort eingesehen werden.
Große Teile der Sammlung sind digitalisiert und im Internet zugänglich. Die „Sammlung online“ umfasst knapp 70.000 Werke, darunter mehr als 57.000 Zeichnungen und Druckgraphiken aus dem Kupferstichkabinett und der Bibliothek sowie alle aktuell in der Kunsthalle ausgestellten Gemälde, Skulpturen, Fotografien und Grafiken.

## Architektur des Gebäudekomplexes
Der Gebäudekomplex der Kunsthalle setzt sich aus Altbau (errichtet von 1863 bis 1868), Neubau (errichtet ab 1909 bzw. von 1912 bis 1921) und Galerie der Gegenwart (errichtet von 1993 bis 1996) zusammen. Alle drei Gebäude sind miteinander verbunden. Die Kunsthalle liegt in unmittelbarer Nachbarschaft des Hauptbahnhofs und der Alster am Glockengießerwall auf der ehemaligen Bastion Vincent der Hamburger Wallanlagen. Der Eingang zur Kunsthalle befindet sich beim Altbau gegenüber der Galerie der Gegenwart.

### Altbau

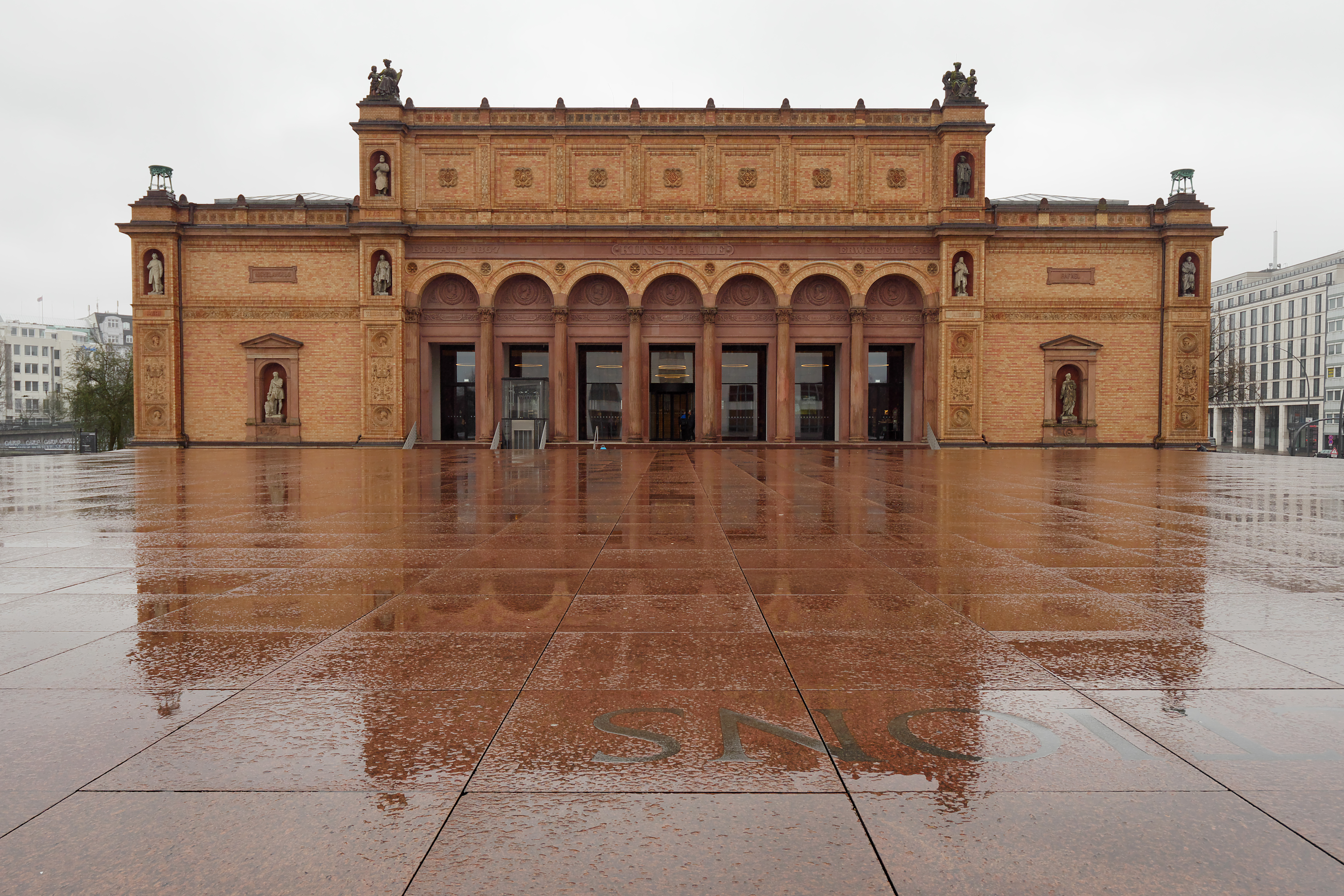
Alte Kunsthalle

Der Altbau ist nach Entwürfen von Georg Theodor Schirrmacher und Hermann von der Hude in Anlehnung an die Berliner Schinkel-Schule entstanden. Die Fassade des Gebäudes ist im eleganten Stil der italienischen Renaissance in Backstein mit Künstlerporträts aus Terrakotta gestaltet. Insgesamt befinden sich 36 Medaillons an den Kanten des Kernbaus und der Eckbauten. Die Ausführung der lebensgroßen Sandsteinfiguren, die beispielhaft für die Gattungen Malerei, Plastik, Architektur und Kupferstich stehen, war im 19. Jahrhundert von der Zahlungsfreude der Hamburger Bürger abhängig. Der Auswahl und Anordnung der von unbekannten Bildhauern geschaffenen Skulpturen namhafter Künstler liegt ein komplexes System mit einer bestimmten Reihenfolge zu Grunde. Die vollplastischen Figuren von Michelangelo und Raffael, die an der Hauptfassade durch rahmende Ädikulä hervorgehoben sind, bilden hierzu den Ausgangspunkt.
Wie bei fast allen Museumsbauten im 19. Jahrhundert wurden im Altbau der Kunsthalle Glasdächer eingebaut. Rußende Gaslampen oder Kerzen waren aufgrund des Schutzgedankens für die ausgestellte Kunst keine Option. Durch die Glasdächer fiel das Tageslicht auf die darunter liegenden Lichtdecken aus milchigem Glas und erzeugte so ideale Lichtverhältnisse: Der Besucher wurde nicht geblendet, die Gemälde gleichmäßig ausgeleuchtet und es wurde kein Platz durch Fenster verschwendet. Diese Konstruktion brachte neben den vielen Vorteilen aber auch einige gravierende Nachteile: Die Räume wurden nur an Sonnentagen, meist zwischen 10 und 14 Uhr voll ausgeleuchtet und das Dach ließ sich kaum isolieren, so dass die Halle nicht geheizt werden konnte. Auch wurden die Dächer mit der Zeit wasser- und luftdurchlässig, wodurch sich Kondenswasser bildete und die Stahlkonstruktion angriff. Den Museumsbesuchern blieben diese Mängel weitgehend verborgen. Anfang des 21. Jahrhunderts entschlossen sich die Stadt Hamburg und die Museumsleitung zur Sanierung. Die Glasdecken wurden aufwendig erneuert. Uwe Schneede, von 1991 bis 2006 Direktor der Hamburger Kunsthalle, sagte: „Wir wollten die klaren, historischen Grenzen wieder herstellen. Jetzt kann jeder, der durch das Gebäude geht, seine Architektur verstehen, ihre Symmetrie, die Bedeutung des Treppenhauses, den großen Atem der lichten Atmosphäre in den Ausstellungsräumen.“
Statt der ehemals weißen Farbe wurde bei der Sanierung für die Wände ein heller, sanfter Grauton mit zarten Unter- und Nebentönen ins Blau und Aubergine gewählt. Die neutrale und zurückgenommene Klangfarbe soll das Auge bei der Beleuchtung mit Tageslicht für die Differenziertheit der Farben und Formen der Kunstwerke sensibilisieren.
Bei der Sanierung wurde auch die technische Gebäudeausrüstung modernisiert. Ein Brandschutzkonzept mit Flucht- und Rettungswegplänen diente als Grundlage zur Realisierung von neuen Brandmelde- und Sicherheitsbeleuchtungsanlagen. Eine Zu- und Abluftanlage wurde eingebaut, durch die stündlich 15.000 Kubikmeter konditionierte Luft in die sieben Ausstellungsräume gelangen. Jeder dieser Räume ist mit Temperatur- und Feuchtigkeitssensoren ausgestattet, die Veränderungen der Luftfeuchte und der Temperatur kontrollieren. Bei unvorhergesehenen Abweichungen wird die gesamte Belüftungsanlage abgeschaltet. In den Wänden der Ausstellungsräume im 1. Stock wurden über 1000 Meter Kupferrohre für Warmwasserleitungen im Sockelbereich unter Putz verlegt. Durch die gleichmäßige Erwärmung der Ausstellungsräume durch das heiße Wasser muss die Luft für die erforderlichen klimatischen Bedingungen weniger befeuchtet werden.

### Erweiterungsbau
Die ersten Entwürfe des Erweiterungsbaus fertigten Albert Erbe und Alfred Lichtwark als Vorplanung an. Die Realisierung wurde von Fritz Schumacher durchgeführt. Mit der schmucklos neoklassischen Fassadengestaltung in Muschelkalk und mit der kuppelbekrönten Rotunde hebt er sich vom Altbau ab. Auch im Neubau von 1912 bis 1919, der die Ausstellungsfläche auf insgesamt etwa 6000 Quadratmeter anhob, wurden Oberlichter, allerdings ohne Glasdecken, eingezogen. Der Eingang wurde vom Altbau zum Neubau in Richtung Bahnhof verlegt.

### Galerie der Gegenwart
Der Baukörper nach Entwürfen von Oswald Mathias Ungers besteht aus einem geböschten Sockelbau in rotem, schwedischem Granit und einem Quader in hellem, portugiesischem Kalkstein. Der fünfstöckige Kubus mit einer Ausstellungsfläche von 5600 Quadratmetern wird durch eine zentrale Halle aufgebrochen. Selbst die Sprossenfenster und die quadratischen Bodenfliesen, die so eingepasst wurden, dass sie nicht geschnitten werden mussten, unterstreichen die für den Kölner Architekten typische Bindung an die Würfelform. Auch das 2012 eröffnete, auf der Plateau-Ebene gelegene Café-Restaurant „The Cube“ mit 80 Plätzen draußen und 80 Plätzen im hellen Inneren bildet hier keine Ausnahme.

## Baugeschichte

### Altbau
Mitglieder des 1817 gegründeten Kunstvereins postulierten 1846 die Anforderungen für ein Kunstmuseum in der Hansestadt. Die Stadt stellte daraufhin ein Grundstück zur Verfügung, auf dem der von den Berliner Architekten Schirrmacher und von der Hude entworfene Backsteinbau, errichtet wurde. Am 22. Dezember 1865 wurde der Grundstein gelegt, am 12. Oktober des folgenden Jahres das Richtfest begangen und 20. August 1869 Eröffnung gefeiert. Die Baukosten betrugen 618.000 Mark, 316.000 wurden von Hamburger Bürgern getragen, 250.000 kamen aus der Staatskasse und 52.000 Mark aus Verzinsung. In den ersten Jahren war die Sammlung geprägt von Schenkungen und ersten Erwerbungen im Geschmack der Zeit.

### Erweiterungsbau
1886 stiftete Gustav Christian Schwabe der Kunsthalle eine Sammlung mit 128 Gemälden. Um dafür Platz zu schaffen, wurden nach Plänen von Hans Zimmermann mehrere Eckpavillons und ein 1909 nach Südwesten gerichteter Saal erbaut. Diesen Komplex erweiterte Fritz Schumacher von 1912 bis 1919 um einen Anbau aus Muschelkalkstein, mit der heute für den Bau charakteristischen Kuppel.

### Galerie der Gegenwart
Die zweite Erweiterung war auch wegen der erwarteten Kosten stark umstritten. 1985 wurde der Wettbewerb ausgeschrieben, der 1986 zur Ermittlung des Preisträgers Oswald Mathias Ungers führte. Sieben Jahre später wurde der Grundstein zu der „Galerie der Gegenwart“ nahe der Lombardsbrücke gelegt und im Oktober 1994 das Richtfest gefeiert. Im Oktober 1995 wurde eine zweite Kostensteigerung auf 104,3 Millionen Mark bekannt. Anfänglich hatte der Senat knapp 74 Millionen bewilligt. Im Sommer 1996 war der Bau bezugsfertig. Am 24. Februar 1997 fand die Eröffnung statt, bei der Bundespräsident Roman Herzog, Bürgermeister Henning Voscherau und der Maler Georg Baselitz sprachen.

### Renovierung 2003 bis 2006
Von 2003 bis 2006 wurde der Gründerbau saniert. Neben der Fassade und dem Dach wurde auch die technische Gebäudeausrüstung an den Stand der Technik angepasst.
Im Mai 2010 wurden Mängel an den Brandschutzklappen der Lüftungsanlage in der Galerie der Gegenwart bekannt.

### Gesamtrenovierung 2016
Alexander Otto, Sohn des Hamburger Versandhausgründers Werner Otto, gab der Kunsthalle aus Mitteln der Dorit und Alexander Otto-Stiftung eine Sachspende in Höhe von 15 Millionen Euro zur Modernisierung. Hamburg steuerte 4 Millionen Euro zur Sanierung und Modernisierung des Kunstdepots der Kunsthalle bei. Planung und Bauleitung wurden von Alexander Ottos Firma ECE Projektmanagement übernommen. Die Arbeiten dauerten von 2014 bis 2016. Die Stadt Hamburg gestaltete den Außenbereich der Kunsthalle für 3 Millionen Euro neu. Insgesamt wurden für die Renovierungsmaßnahmen rund 22 Millionen Euro investiert.

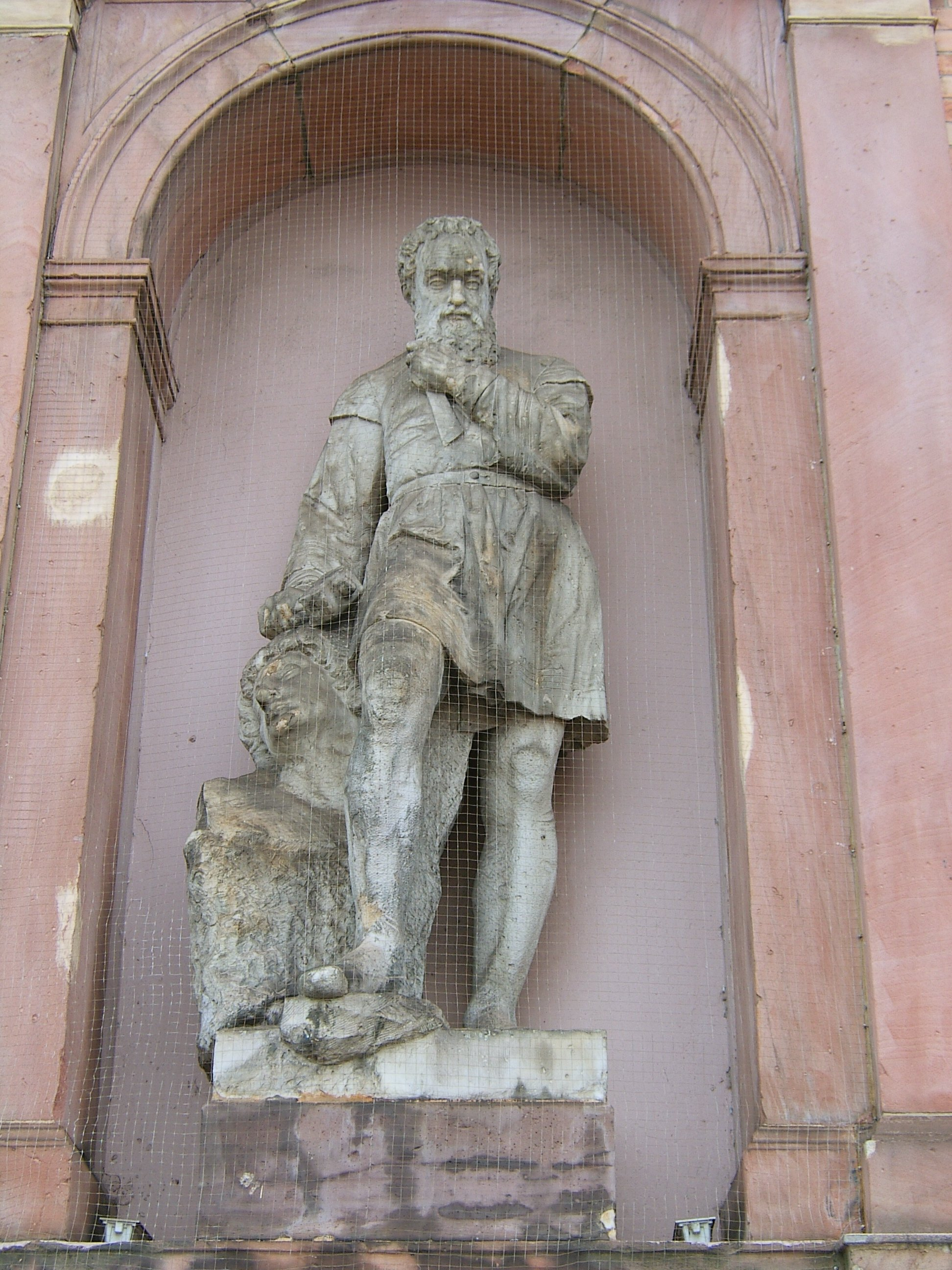
Backsteinbau, Detail
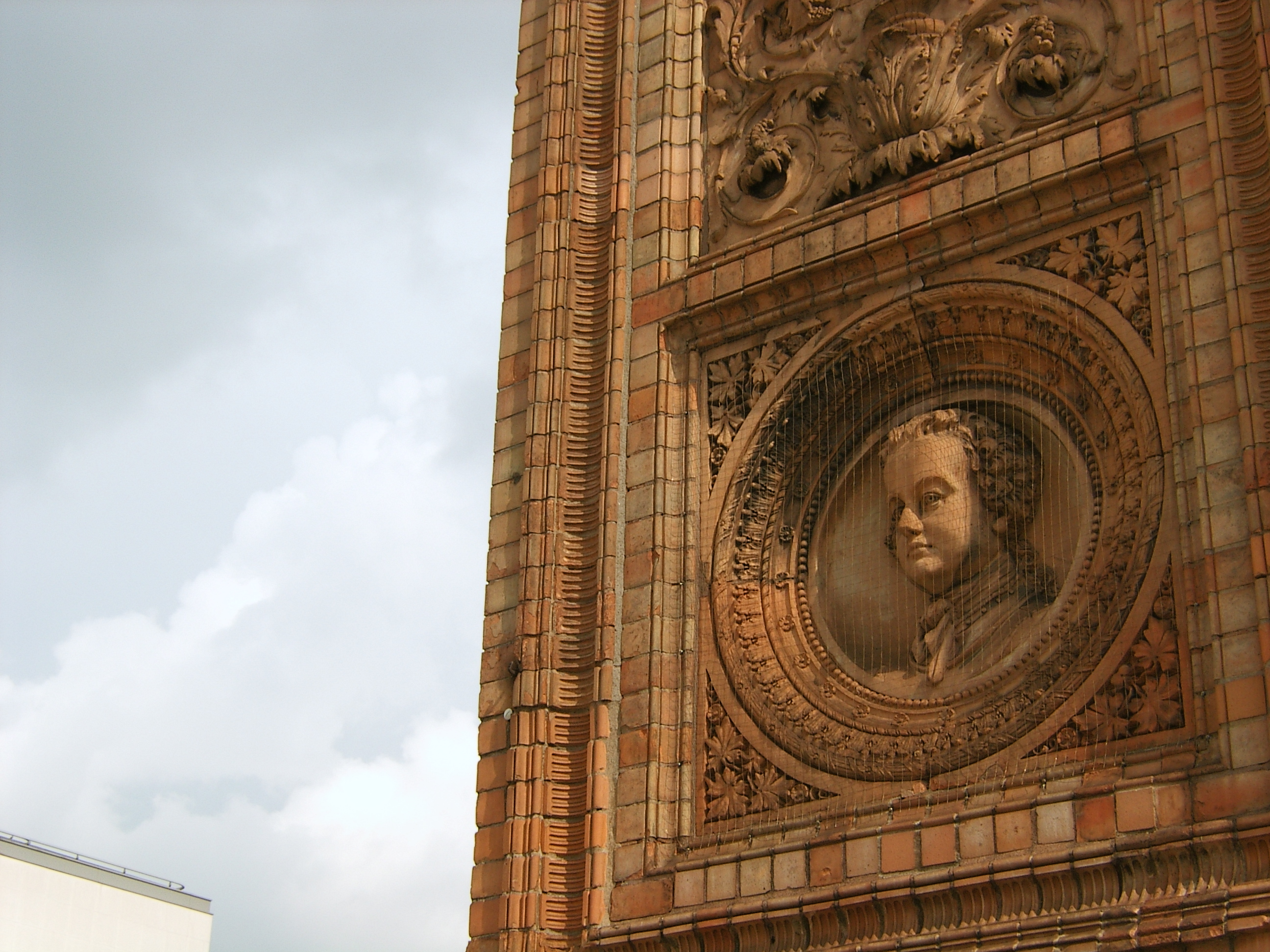
Backsteinbau, Detail
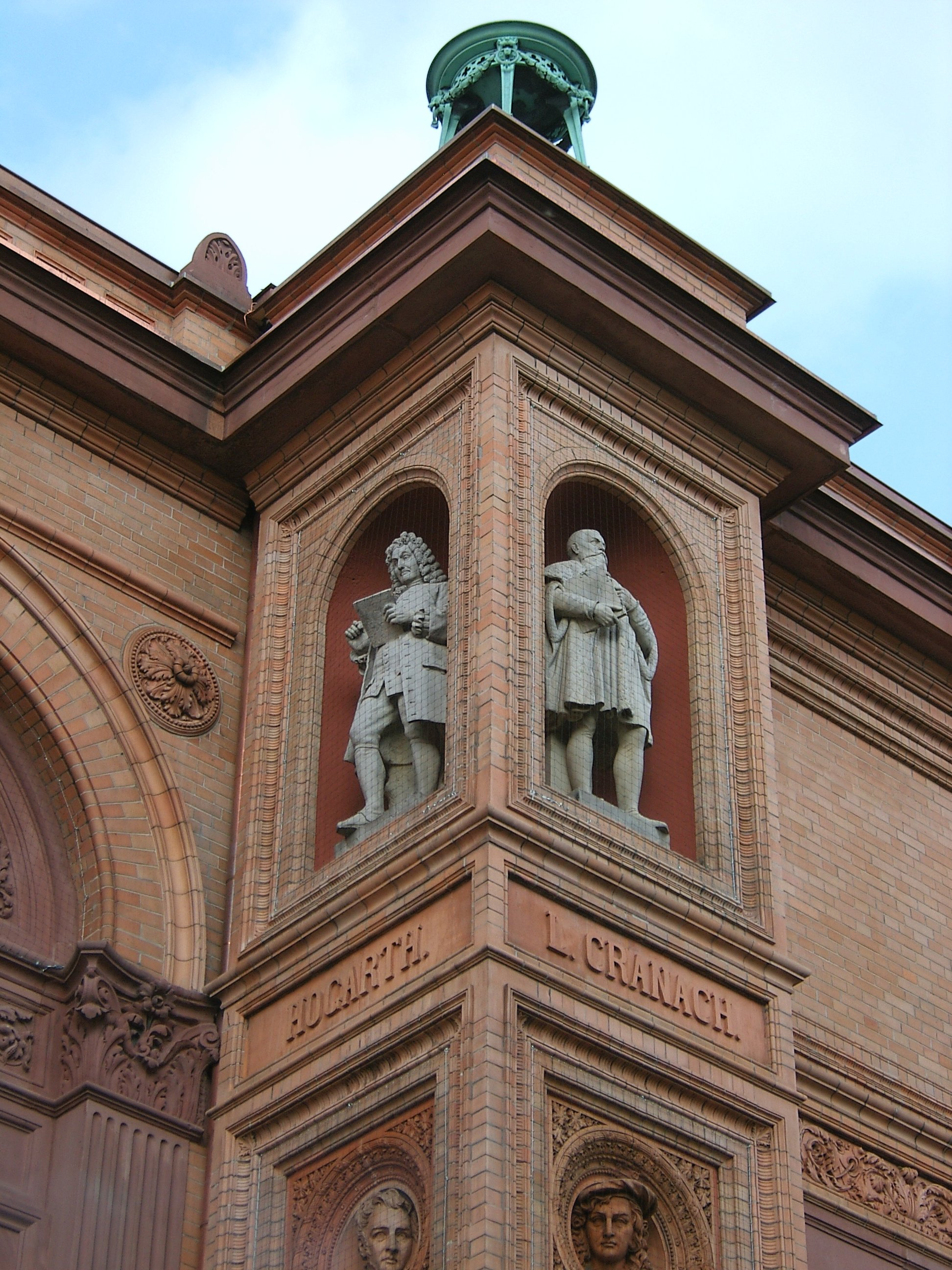
Backsteinbau, Detail
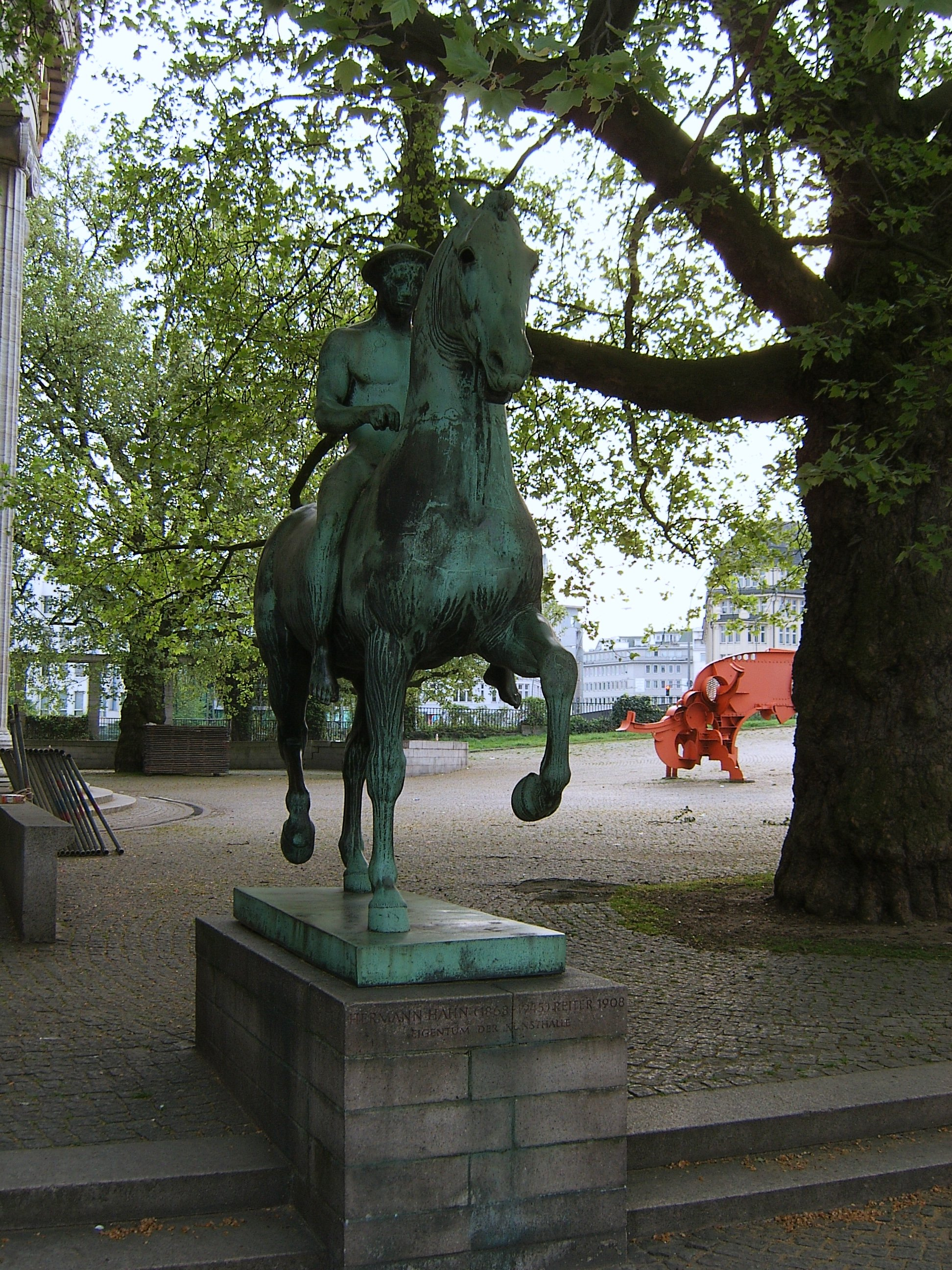
Vorplatz
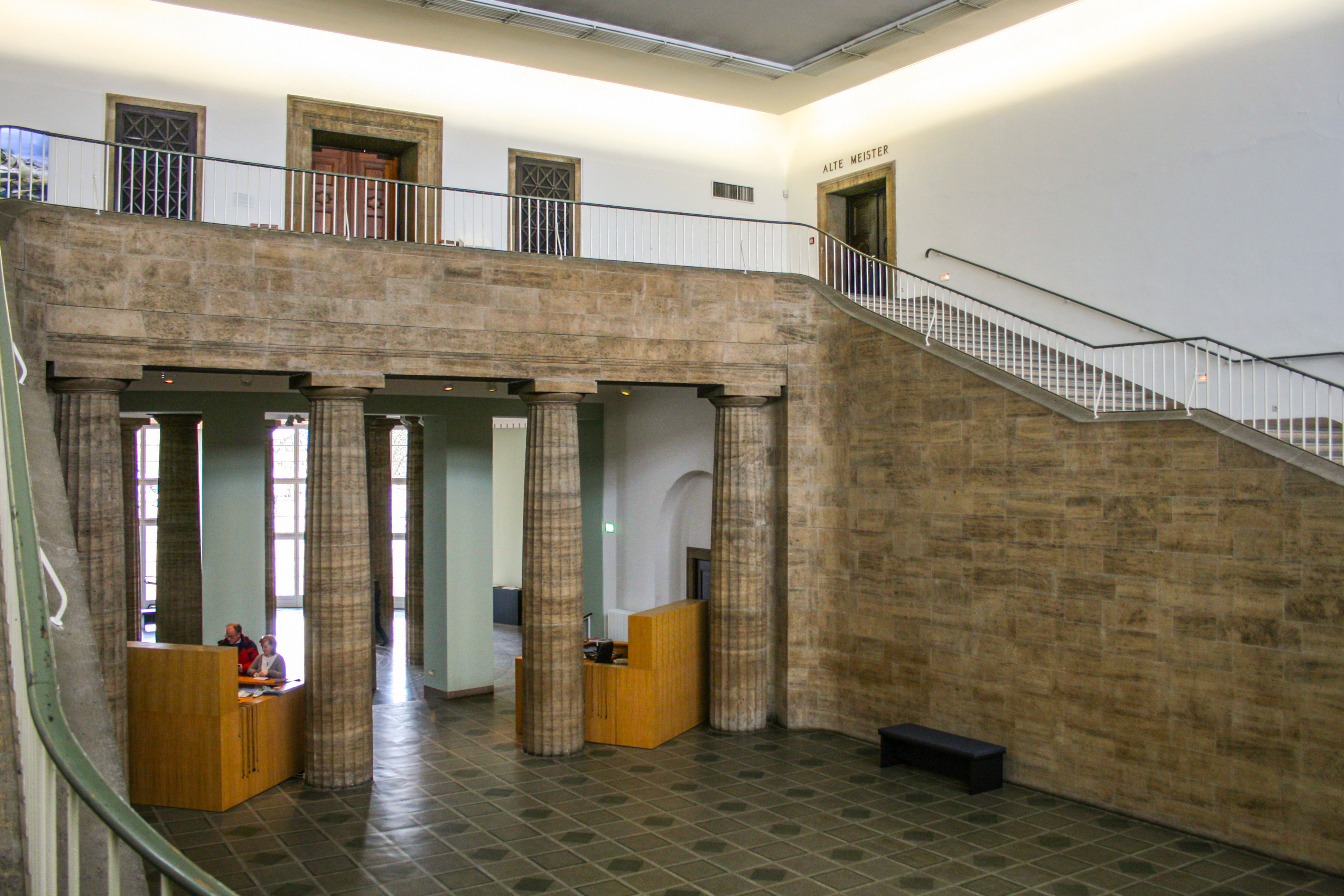
Treppenhalle
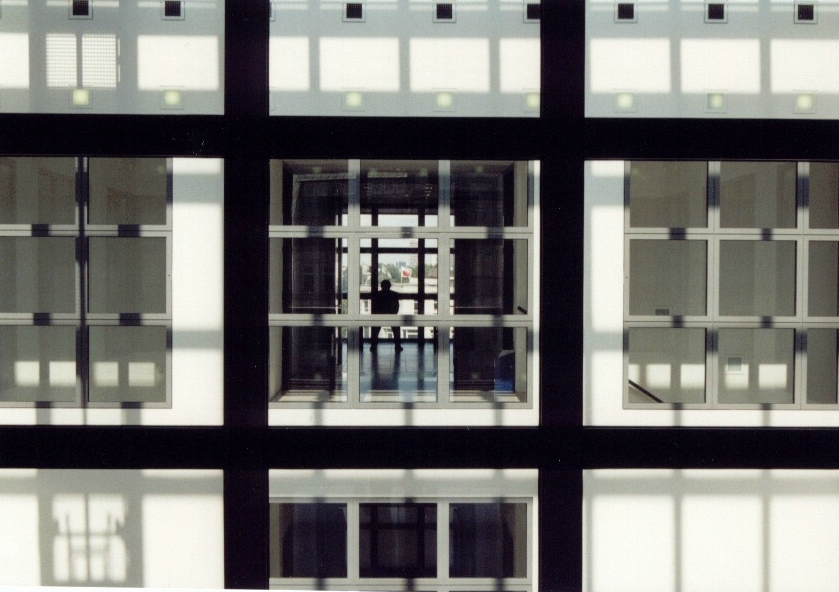
Treppenhaus in der Galerie der Gegenwart

## Geschichte der Sammlung

### Grundstock
Der Grundstock der Sammlung stammt aus der Handelskammer, die im Jahr 1850 die erste öffentliche Gemäldegalerie in Hamburg im Gebäude der Neuen Börse eröffnete. Die Gemälde stammten überwiegend aus Spenden und Vermächtnissen Hamburger Kaufleute. Die Gemälde wurden in die 1869 eröffnete Kunsthalle am Glockengießerwall übernommen.

### Alfred Lichtwark
Erst Alfred Lichtwark, der 1886 seine Tätigkeit als erster Direktor der Kunsthalle aufnahm, sorgte für eine systematisch aufgebaute Sammlung: „Wir wollen nicht ein Museum, das dasteht und wartet, sondern ein Institut, das tätig in die künstlerische Erziehung unserer Bevölkerung eingreift.“
Unter seiner Ägide entstand eine Sammlung mittelalterlicher Kunst in Hamburg mit Werken wie dem Grabower Altar des Meister Bertram, den Lichtwark zurück nach Hamburg holen ließ, nachdem er als einstiger Hauptaltar der Hauptkirche Sankt Petri identifiziert worden war. Weitere mittelalterliche Meisterwerke stammen von Meister Francke und seinen Nachfolgern.

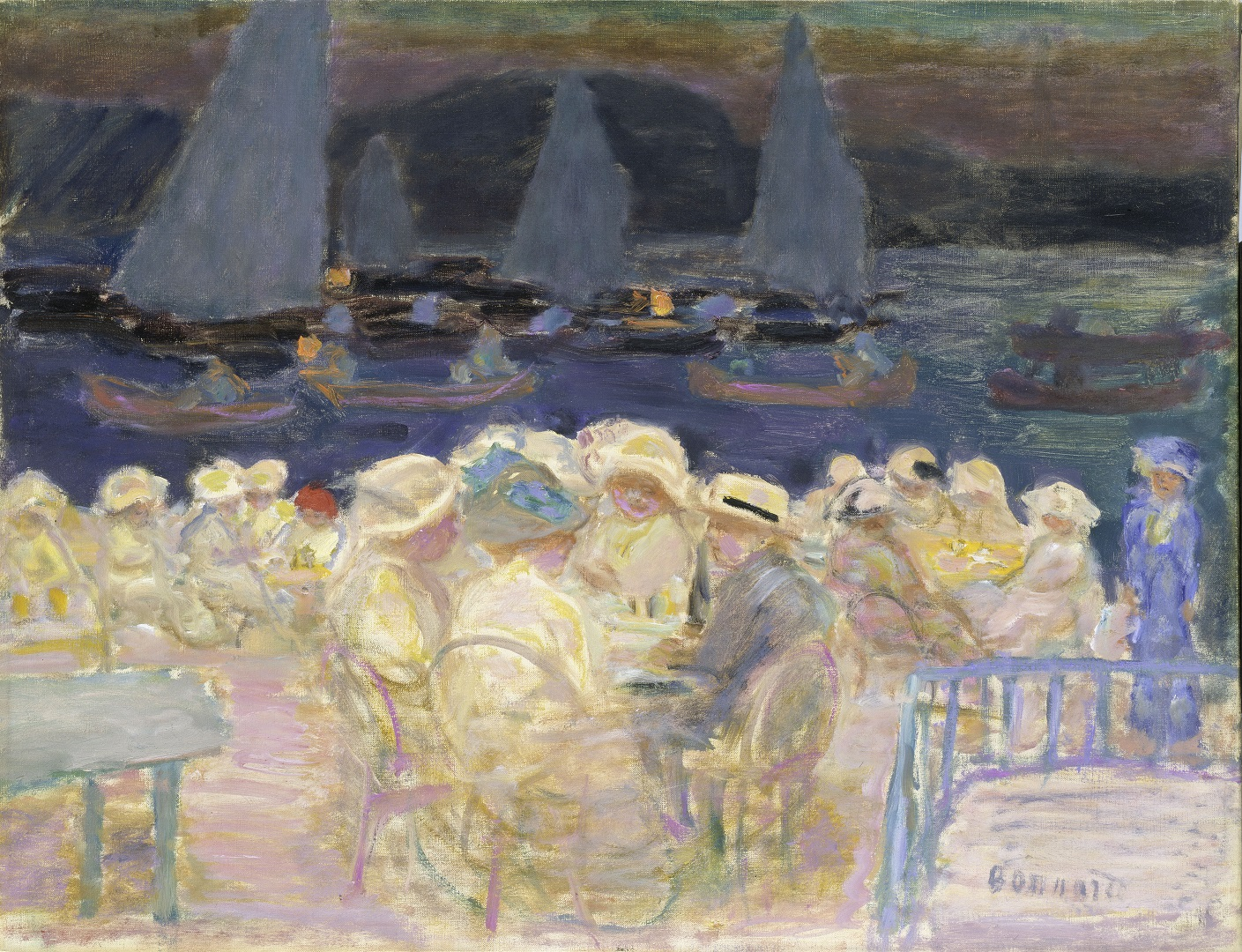
Abend am Uhlenhorster Fährhaus von Pierre Bonnard, 1913

Der Schwerpunkt der Erwerbungen lag jedoch auf der Kunst des 19. Jahrhunderts. Hierzu begründete er die Sammlung von Bildern aus Hamburg mit Werken von Künstlern wie Max Liebermann, mit dem Lichtwark befreundet war, Lovis Corinth, Anders Zorn, Edouard Vuillard, Pierre Bonnard und anderen, die auf Anregung Lichtwarks Ansichten der Stadt Hamburg malten. Theodor Hagen war mit mehreren Hafenbildern vertreten. Er machte das Werk von Philipp Otto Runge und vor allem von Caspar David Friedrich einer breiten Öffentlichkeit zugänglich. Mit Adolf Menzel und Wilhelm Leibl wurden gezielt weitere Werke zeitgenössischer Maler erworben.
Aus mehreren Vermächtnissen und Ankäufen (unter anderem der Sammlung Hudtwalcker-Wesselhoeft) entstand eine Sammlung niederländischer Maler und das Kupferstichkabinett. Die Begeisterung für die französischen Impressionisten wird dem Einfluss von Max Liebermann zugeschrieben.
In Lichtwarks Amtszeit fiel auch der Erwerb von 2499 Münzen und Medaillen, die teilweise im Münzkabinett ausgestellt sind.
Seine wegweisenden Übungen in der Betrachtung von Kunstwerken, später in Vorträgen und Büchern verbreitet, begründeten die Museumspädagogik.

### Gustav Pauli

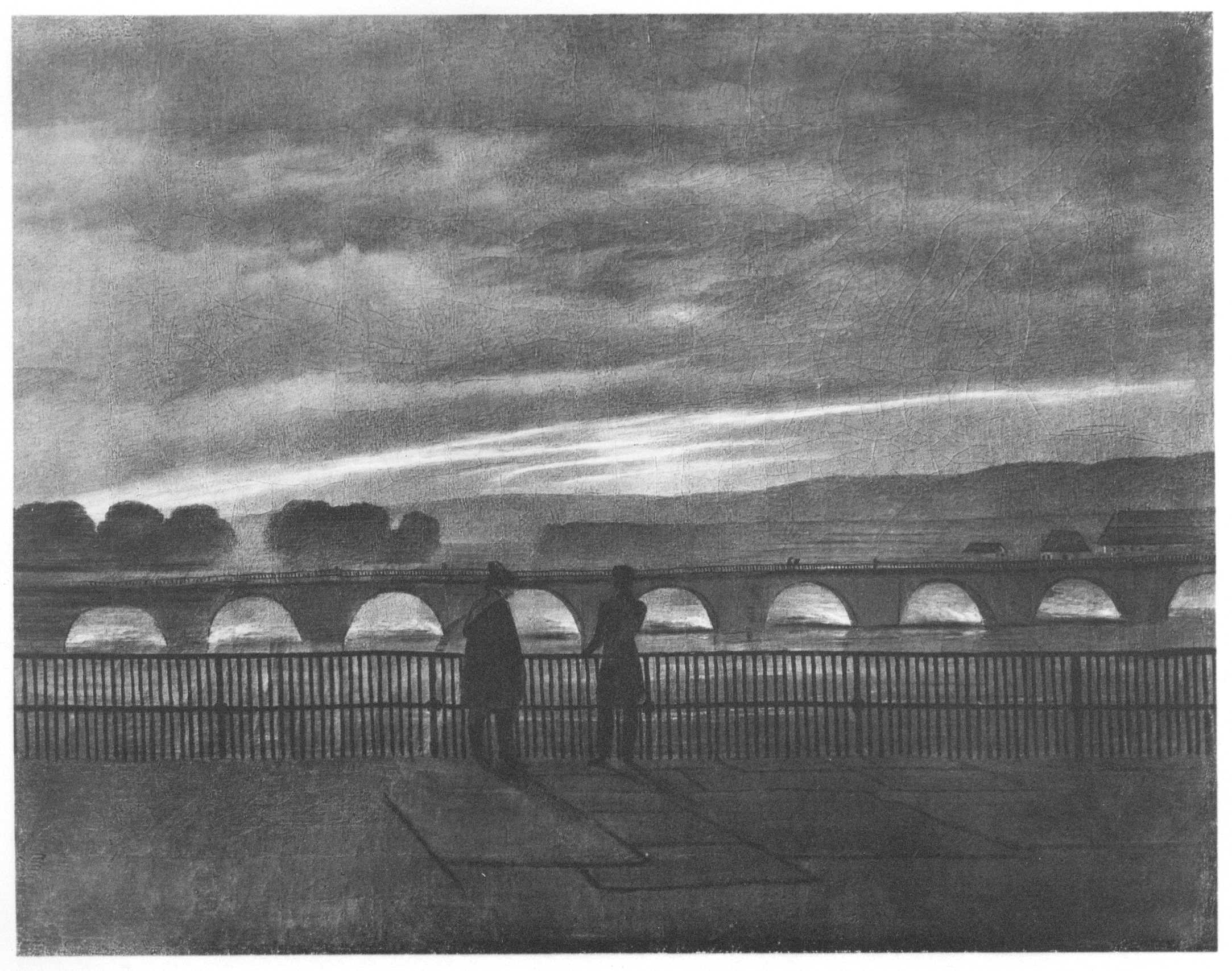
Caspar David Friedrich: Die Augustusbrücke in Dresden, neben anderen Werken verbrannt 1931 im Münchner Glaspalast

Lichtwarks Nachfolger Gustav Pauli, der 1914 von der Bremer Kunsthalle nach Hamburg kam, ließ den Bestand des Kupferstichkabinetts wissenschaftlich aufarbeiten. Der Erste Weltkrieg verzögerte zunächst seine Pläne. Er erweiterte die Sammlung um Künstler des Expressionismus, wie etwa Oskar Kokoschka und Franz Marc. 1923 wurde der Vortragssaal zwischen Alt- und Neubau der Kunsthalle fertiggestellt. Hier fand auf sein langjähriges Betreiben 1923 die Gründungsversammlung der Freunde der Kunsthalle in Hamburg statt; Pauli hatte neben Carl Petersen als Vorsitzenden bis 1933 die Funktion eines Stellvertretenden Vorsitzenden. Im ersten Jahr nach der Gründung konnte der Verein 3680 Mitglieder gewinnen.
Gustav Pauli wurde wegen seines Engagements für die Moderne im September 1933 aus politischen Gründen von den Nationalsozialisten entlassen, nachdem diese ihn zuvor schon beurlaubt hatten.
In seine Amtszeit fiel der Verlust von 17 verliehenen Werken aus der Hamburger Kunsthalle beim Brand des Münchner Glaspalasts am 6. Juni 1931. Bei der Sonderausstellung „Werke deutscher Romantiker von Caspar David Friedrich bis Moritz von Schwind“ wurden die Leihgaben – darunter zwei Caspar David Friedrich – zerstört.

### Zwischen 1933 und 1945

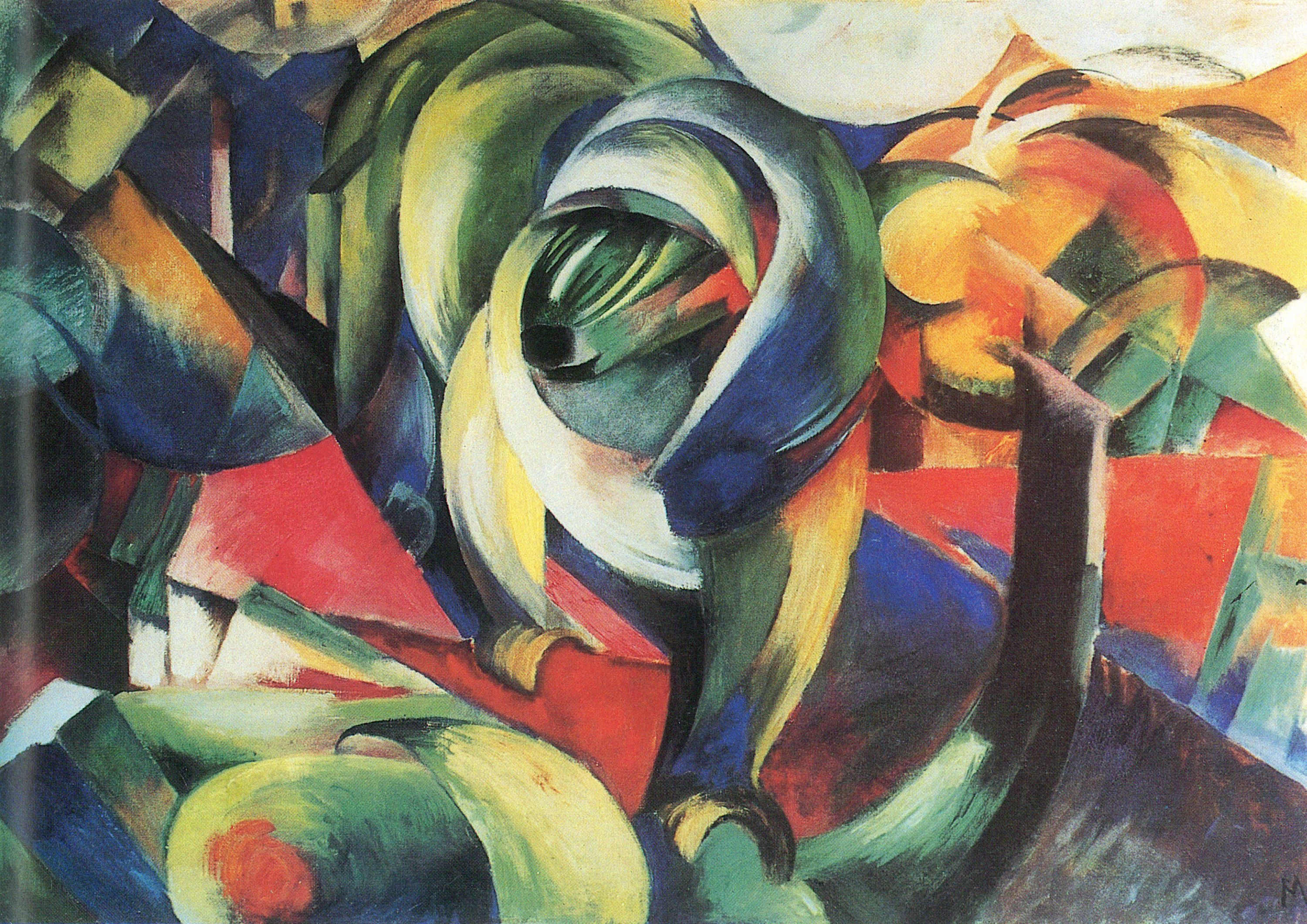
Franz Marcs Der Mandrill (1913) befindet sich gegenwärtig in der Pinakothek der Moderne, München

Seit Herbst 1933 leitete der Direktor der Landeskunstschule, der Innenarchitekt Hermann Maetzig, die Kunsthalle kommissarisch. Nachdem er ca. 900 Bilder aus Kunsthallenbesitz zum Ausschmücken von Ämtern und Diensträumen ausgeliehen hatte, wurde er im Frühjahr 1934 beurlaubt. Sein Nachfolger Wilhelm Freiherr Kleinschmit von Lengefeld war bis August 1937 verantwortlicher Leiter der Kunsthalle.
Im Mai 1934 wurde Harald Busch Leiter der Gemäldegalerie. Nach dem „Parteitag der Kunst“ im Herbst 1934 in Nürnberg erhielt er die Kündigung und musste am 30. November 1935 die Kunsthalle verlassen. 1936 wurde Werner Kloos Nachfolger von Busch, zunächst als Assistent für die Gemäldegalerie, danach am 1. April 1938 als Kustos. Ab dem 9. November 1941 hatte er die Funktion als ordentlicher Direktor der Hamburger Kunsthalle inne. Während seiner Amtszeit veranstaltete das Propagandaministerium unter Joseph Goebbels, der sich mit der Reichskulturkammer den Zugriff auf die Künste gesichert hatte, 1937 die Aktion „Entartete Kunst“. Diese propagandistisch aufbereitete Aktion bedeutete allein für die Kunsthalle den Verlust von mehr als eintausend Werken der Moderne. Adolf Ziegler konfiszierte 1937 72 Gemälde, unter ihnen Meisterwerke beispielsweise von Kokoschka Die Windsbraut, von Marc Der Mandrill sowie Buveuse assoupie (Eingeschlafene Trinkerin) von Pablo Picasso, ferner bedeutende Werke von Emil Nolde und Ernst Ludwig Kirchner. Hinzu kamen 296 Aquarelle, Pastelle und Handzeichnungen, 926 Radierungen, Holzschnitte und Lithografien sowie acht Skulpturen. 13 Werke Alma del Bancos wurden beschlagnahmt. Einige von ihnen wurden ins Ausland verkauft, ein Großteil jedoch wurde gezielt vernichtet. Dem Hausmeister Wilhelm Werner ist zu verdanken, dass sieben Gemälde von Anita Rée im Besitz der Kunsthalle blieben. Von Januar 1942 bis September 1945 war Carl Schellenberg kommissarischer Leiter der Kunsthalle für den zum Wehrdienst eingezogenen Direktor Werner Kloos.

### Nach 1945
Kunsthallenleiter nach dem Ende des Zweiten Weltkriegs waren Carl Georg Heise (von 1946 bis 1955), Alfred Hentzen (von 1956 bis 1969), Werner Hofmann (von 1969 bis 1990). Im November 1971 hatte ein Räuber-Duo zwei Gemälde von Eugène Delacroix sowie je ein Werk von Jean-François Millet und Camille Corot im Wert von damals 1,5 Mio. Mark gestohlen und im Juli 1978 machte die Kunsthalle durch einen spektakulären Rififi-Kunstraub Schlagzeilen. Wegen laufender Renovierungsmaßnahmen war damals die Alarmanlage abgeschaltet. Diese Sicherheitslücke nutzte der später gefasste Täter aus, um 23 Gemälde im Wert von damals etwa zwei Millionen Mark aus den Rahmen zu schneiden und der Kunsthalle zu stehlen, darunter das Mädchen-Porträt Vor dem Spiegel von Edgar Degas und das Bildnis der Madame Lériaux von Auguste Renoir.
Von 1990 bis 2006 leitete Uwe M. Schneede das Museum, ihm folgte 2006 Hubertus Gaßner nach. Dessen Nachfolger wurde am 1. Oktober 2016 der bisherige Direktor der Wallace Collection in London, Christoph Martin Vogtherr. Am 1. August 2019 wurde Alexander Klar, der bisherige Leiter des Museums Wiesbaden, sein Nachfolger.

## Sammlungen
Nach dem Umbau wurde die Anordnung der Sammlungen verändert.

### Erdgeschoss

#### „Transparentes Museum“
Dies ist eine Präsentation von Techniken zur Darstellung und Reproduktion von Kunst.

#### Kunst in Hamburg
Hier sind Bilder von Hamburg aus dem 19. Jahrhundert von Außenalster, Stadt-Silhouette und Hafen ausgestellt.

#### Skulpturensammlung

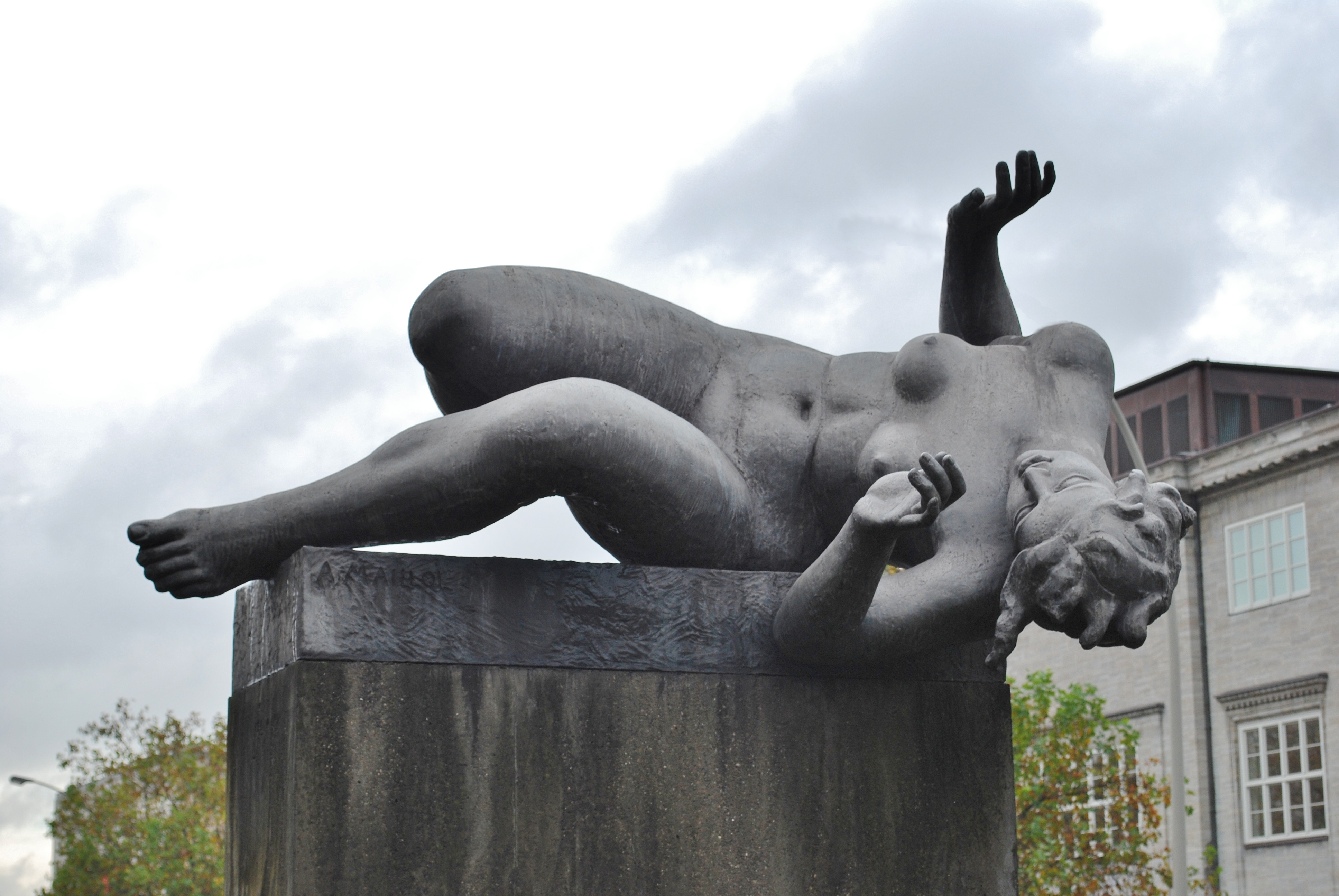
Der Fluss von Aristide Maillol (1939) auf der Fußgängerinsel; seit 2016 in der Rotunde

Die Skulpturensammlung befindet sich im Erdgeschoss der Rotunde. Diese Sammlung umfasst Skulpturen des 20. Jahrhunderts von Georg Kolbe, Paul Hamann und anderen. Beispielsweise
- Georg Kolbe: Der Tänzer (1913/1919)
- Georg Kolbe: Große Nacht (1926–1930). Bronzeguss.
- Paul Hamann: Bertolt Brecht (1930). Kopf.
- Aristide Maillol: Der Fluss, 1939

#### Kupferstichkabinett
Die Sammlung umfasst mit mehr als 130.000 Zeichnungen, Druckgraphiken und Künstlerfotografien und reicht vom 15. Jahrhundert bis in die Gegenwart. Schwerpunkte bilden unter anderem französische Grafik des 19. Jahrhunderts, italienische Druckgrafik, deutsche Expressionisten sowie Werke von Horst Janssen.

#### „Café Liebermann“
Das „Café Liebermann“ im Erdgeschoss besteht aus einer Halle mit sechs Paar Säulen. Die Halle dient als Café mit Museumsflair. 

### Erstes Stockwerk
Die Sammlungen Alte Meister, 19. Jahrhundert und Klassische Moderne befinden sich im 1. Stockwerk. Der Treppenaufgang zum ersten Stockwerk und der Rundumgang im ersten Stock innerhalb des Treppenhauses sind künstlerisch ausgestaltet.

#### Alte Meister
- Deutsche Kunst vor 1400 bis 1800

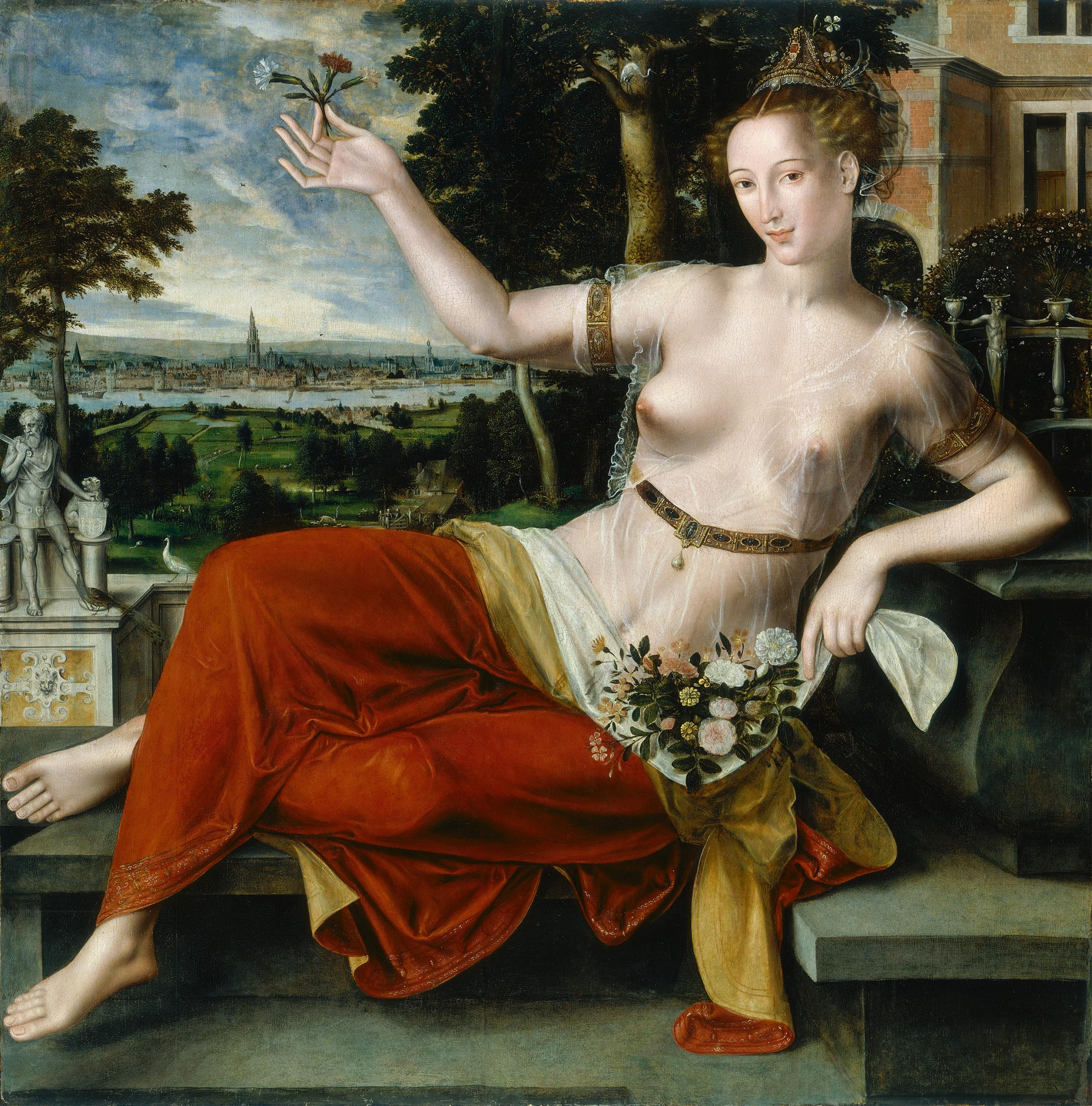
Jan Massys: Flora, 1559

- Holländische Malerei des 17. Jahrhunderts
- Italienische Malerei von 1350 bis 1800
- Französische Malerei des 16. bis 18. Jahrhunderts

Bilder folgender Maler werden ausgestellt: Meister Bertram, Rembrandt, Peter Paul Rubens, Giambattista Pittoni,
Canaletto.

#### Galerie des 19. Jahrhunderts
Die Galerie stellt mehrere Bilder von Caspar David Friedrich aus, beispielsweise das Gemälde Das Eismeer, zu dem er im kalten Winter 1820 Skizzen am Dresdner Elbufer machte.
Weitere Bilder sind beispielsweise von Philipp Otto Runge, Max Liebermann, Édouard Manet und Adolph von Menzel.

Philipp Otto Runge: Die Hülsenbeckschen Kinder, 1805–1810
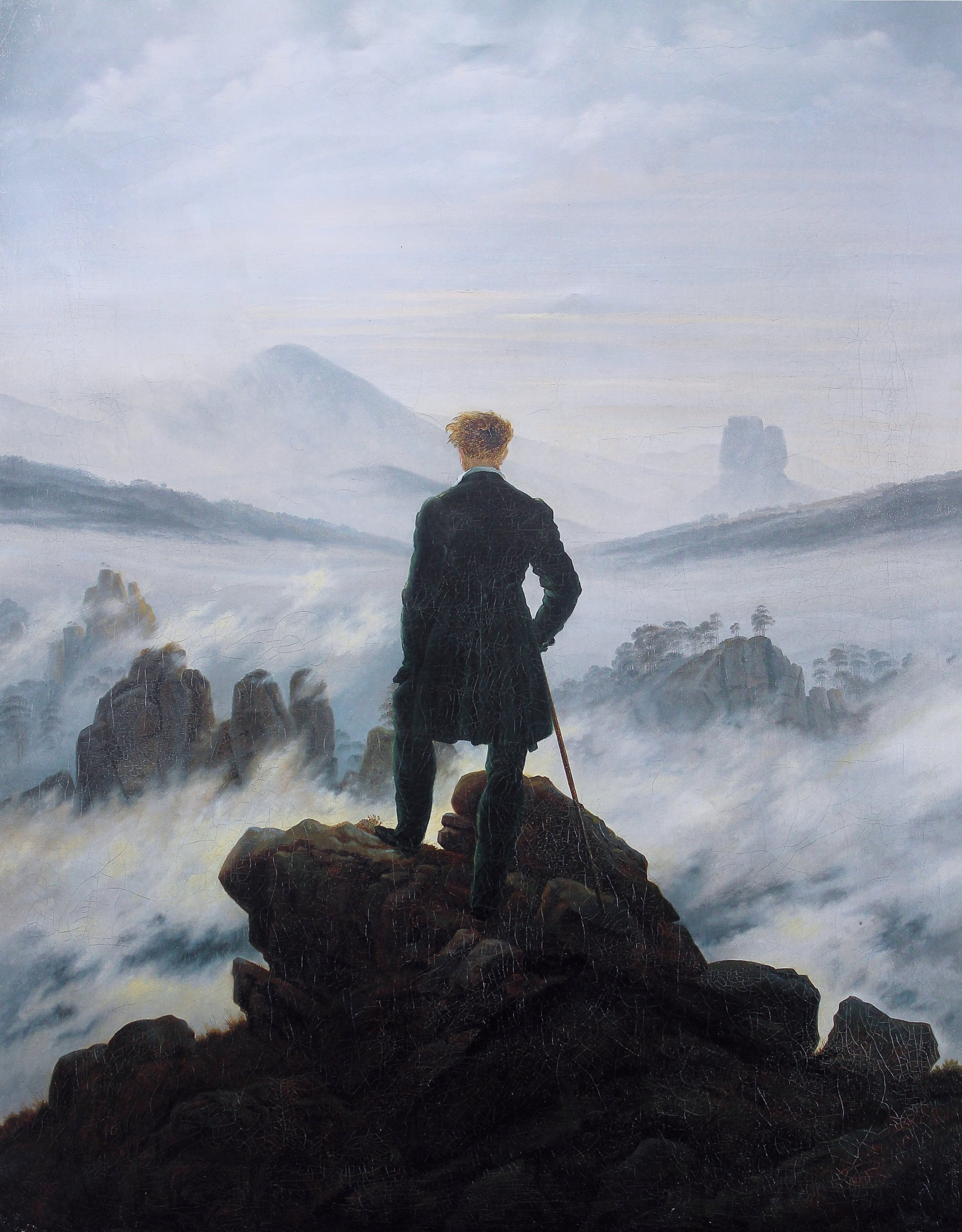
Caspar David Friedrich: Der Wanderer über dem Nebelmeer, 1818
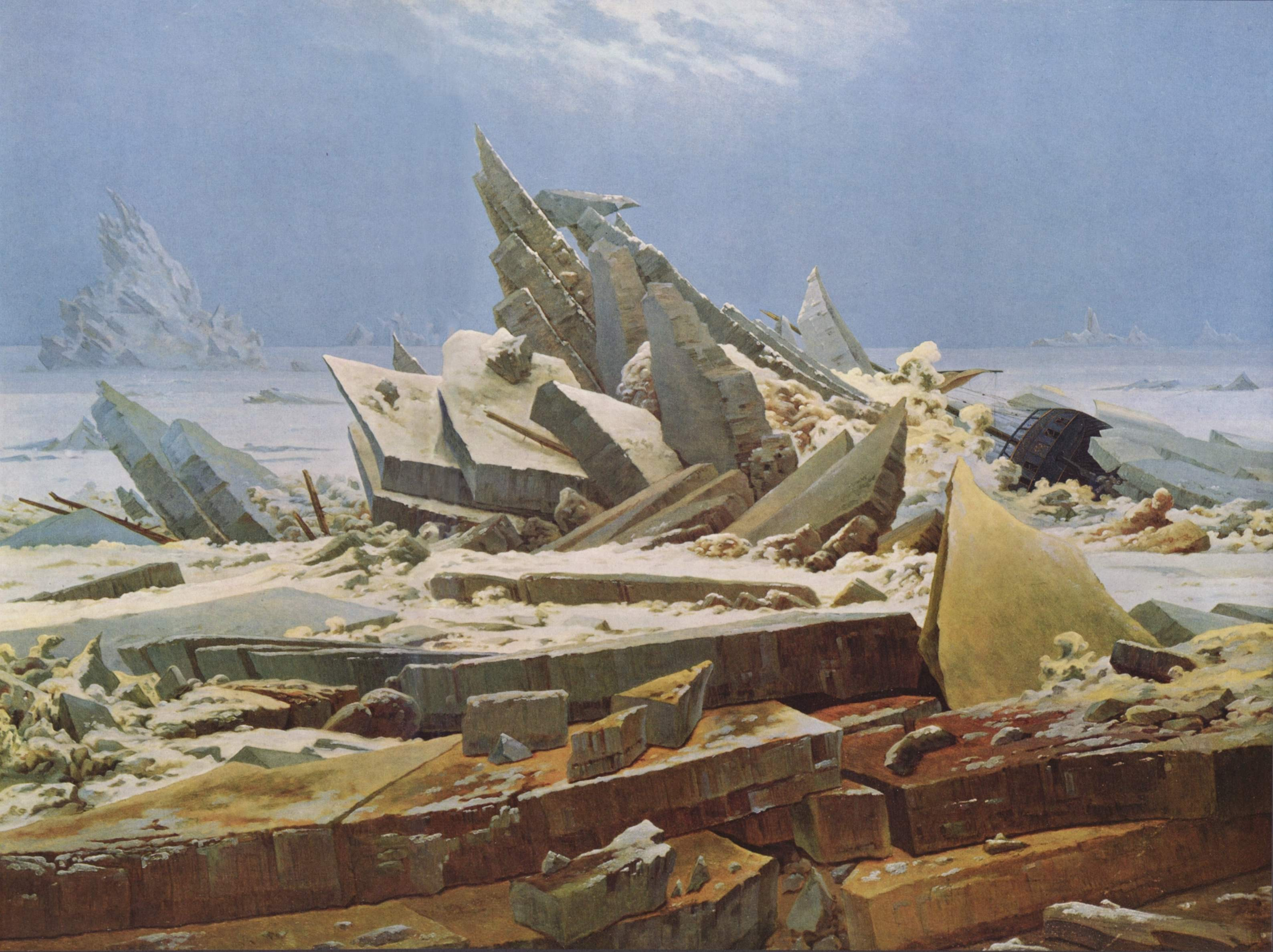
Caspar David Friedrich: Das Eismeer, 1823/24
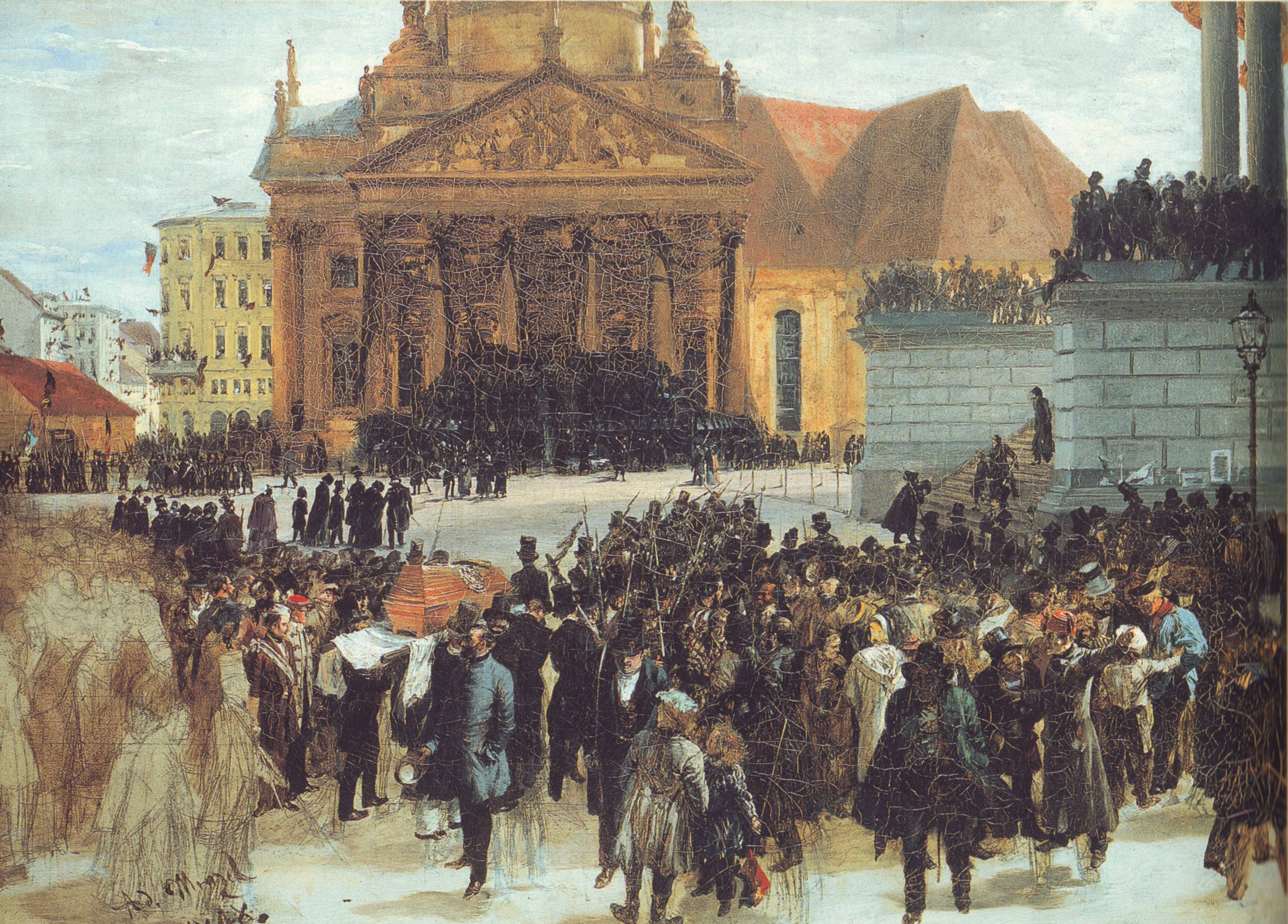
Adolph von Menzel: Aufbahrung der Märzgefallenen, 1848
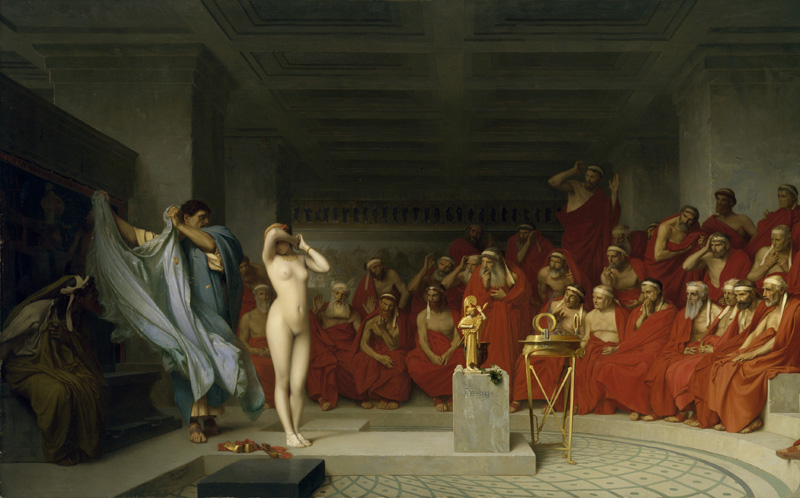
Jean-Léon Gérôme: Phryne vor dem Areopag, 1861
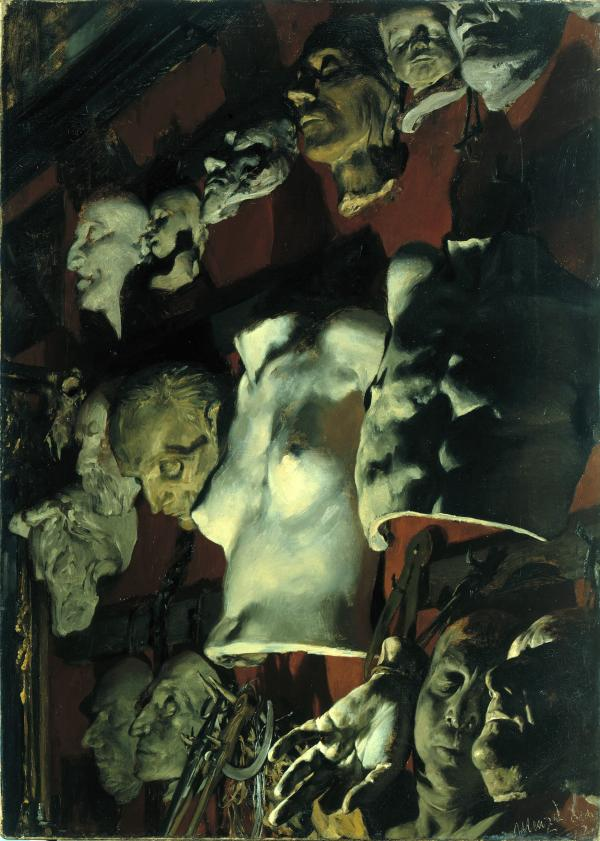
Adolph von Menzel: Atelierwand, 1872
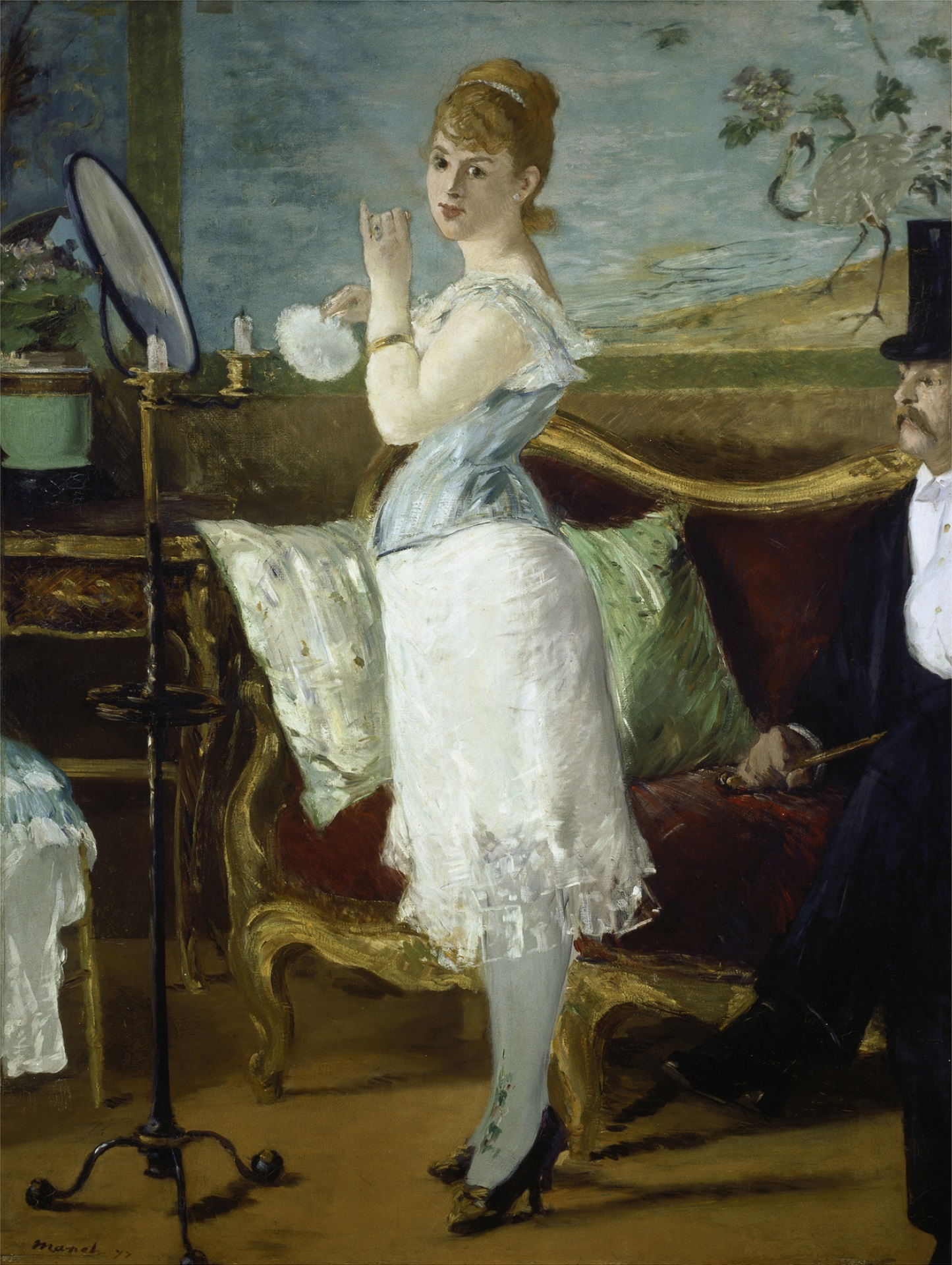
Édouard Manet: Nana, 1877
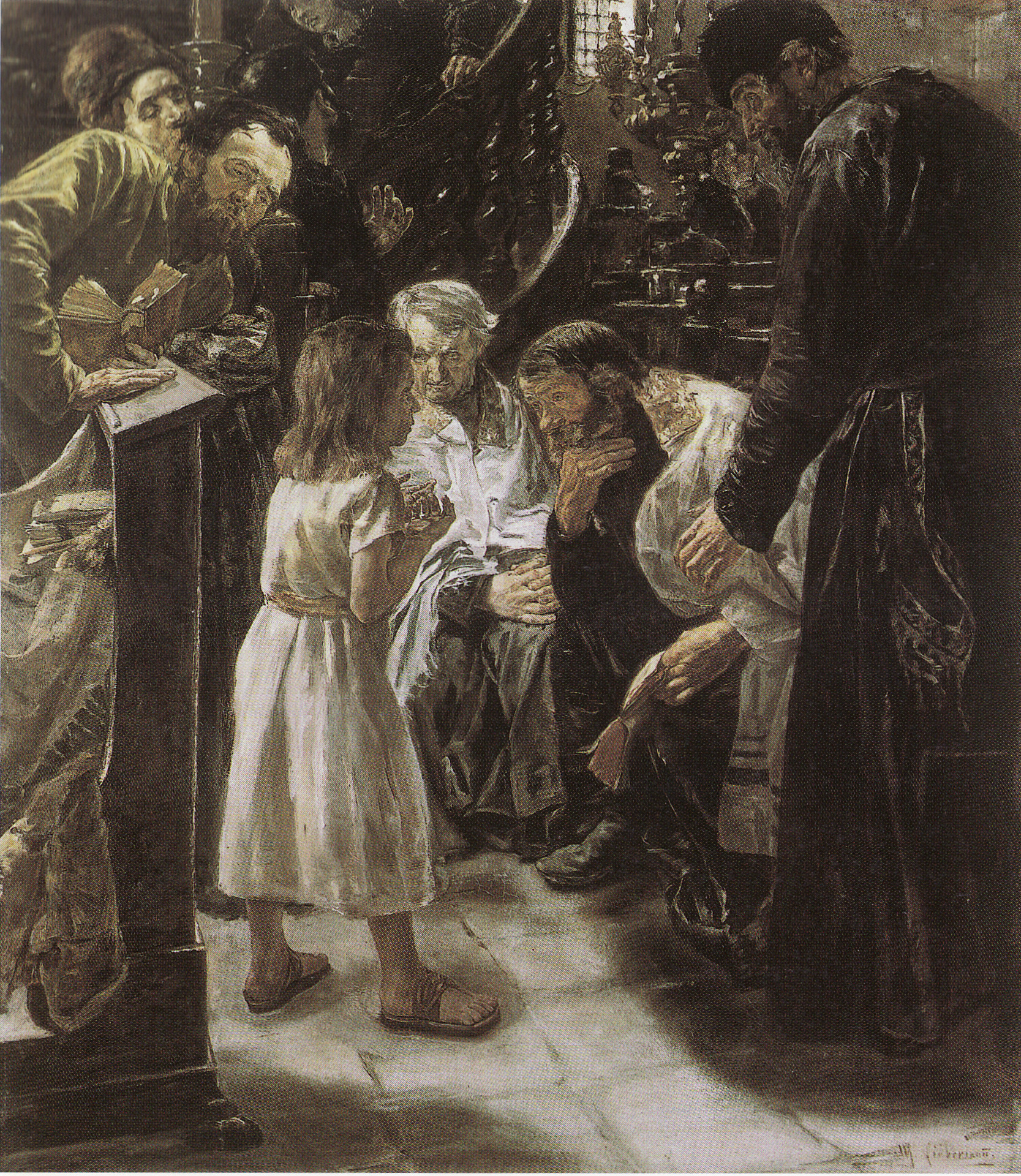
Max Liebermann: Der zwölfjährige Jesus im Tempel, 1879
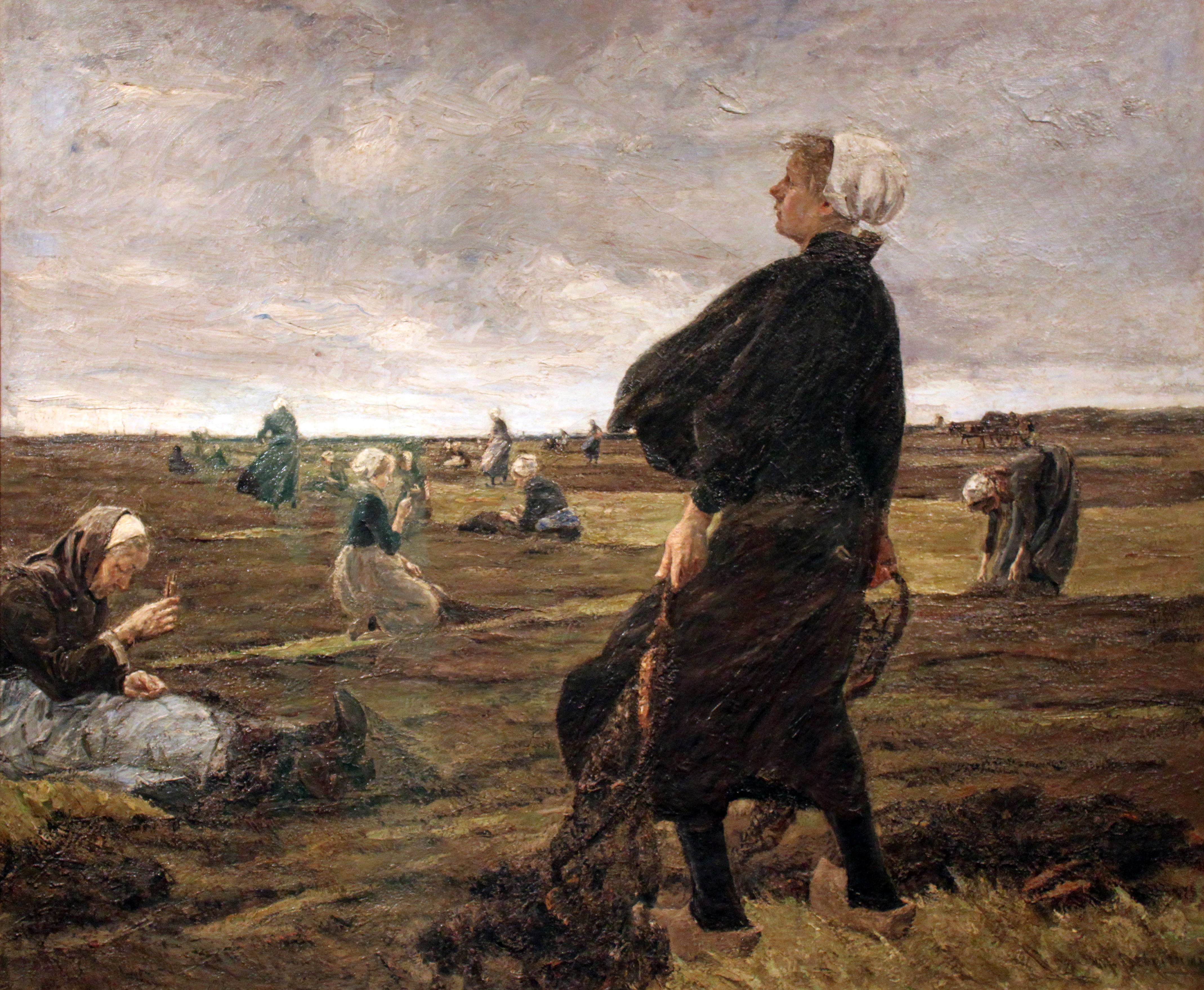
Max Liebermann: Die Netzflickerinnen, 1888
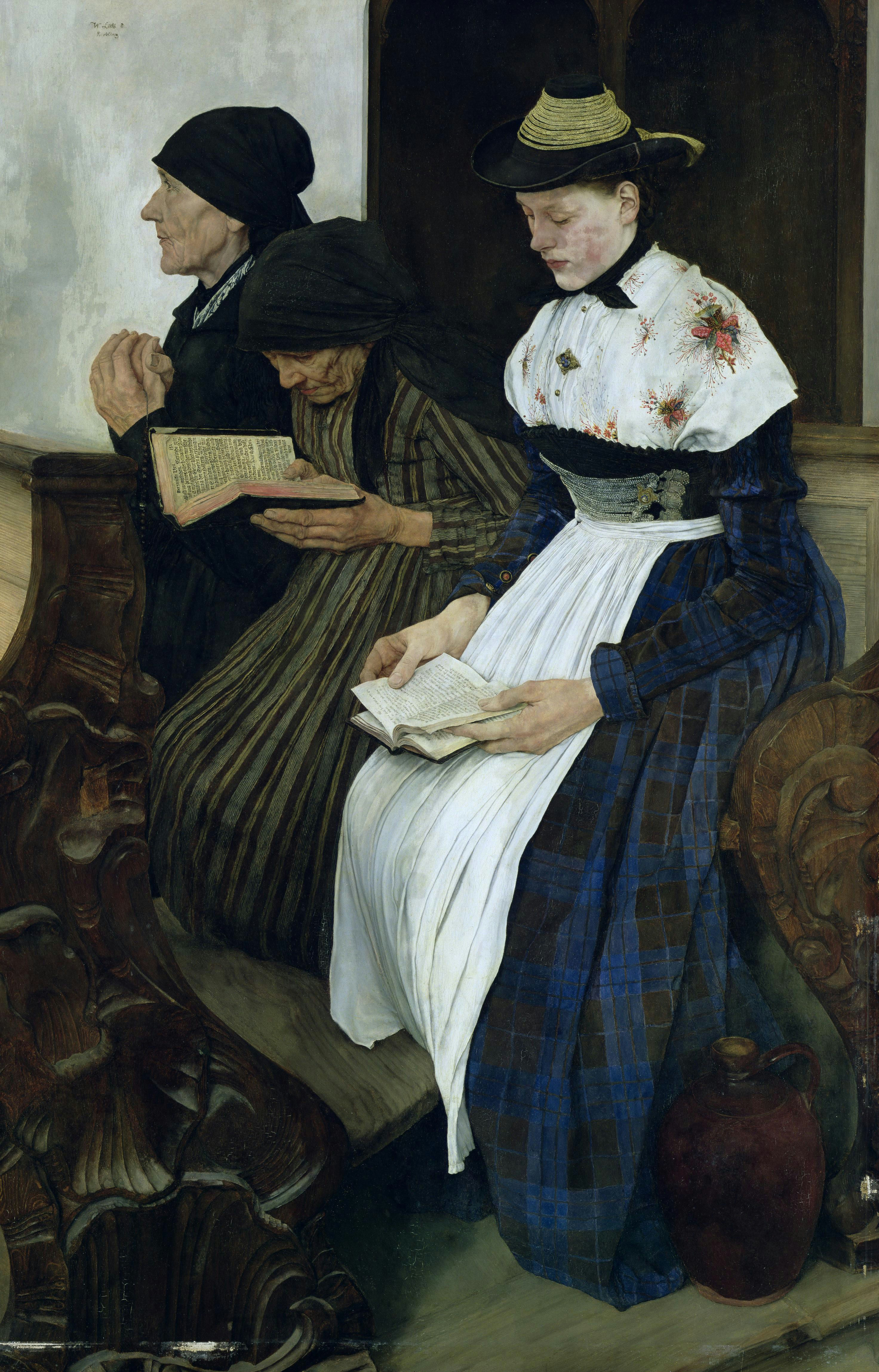
Wilhelm Leibl: Die drei Frauen in der Kirche, 1891

#### Klassische Moderne
In der Abteilung Klassische Moderne sind Bilder und Skulpturen von Künstlern wie Max Beckmann, Robert Delaunay, Lyonel Feininger, Ernst Ludwig Kirchner, Paul Klee, Wilhelm Lehmbruck, August Macke, Edvard Munch, Franz Nölken, Emil Nolde, Alma del Banco und Anita Rée bis hin zu George Grosz und Max Ernst ausgestellt. Von Pablo Picasso enthält die Sammlung das Porträt des Kunsthändlers Clovis Sagot (1909).

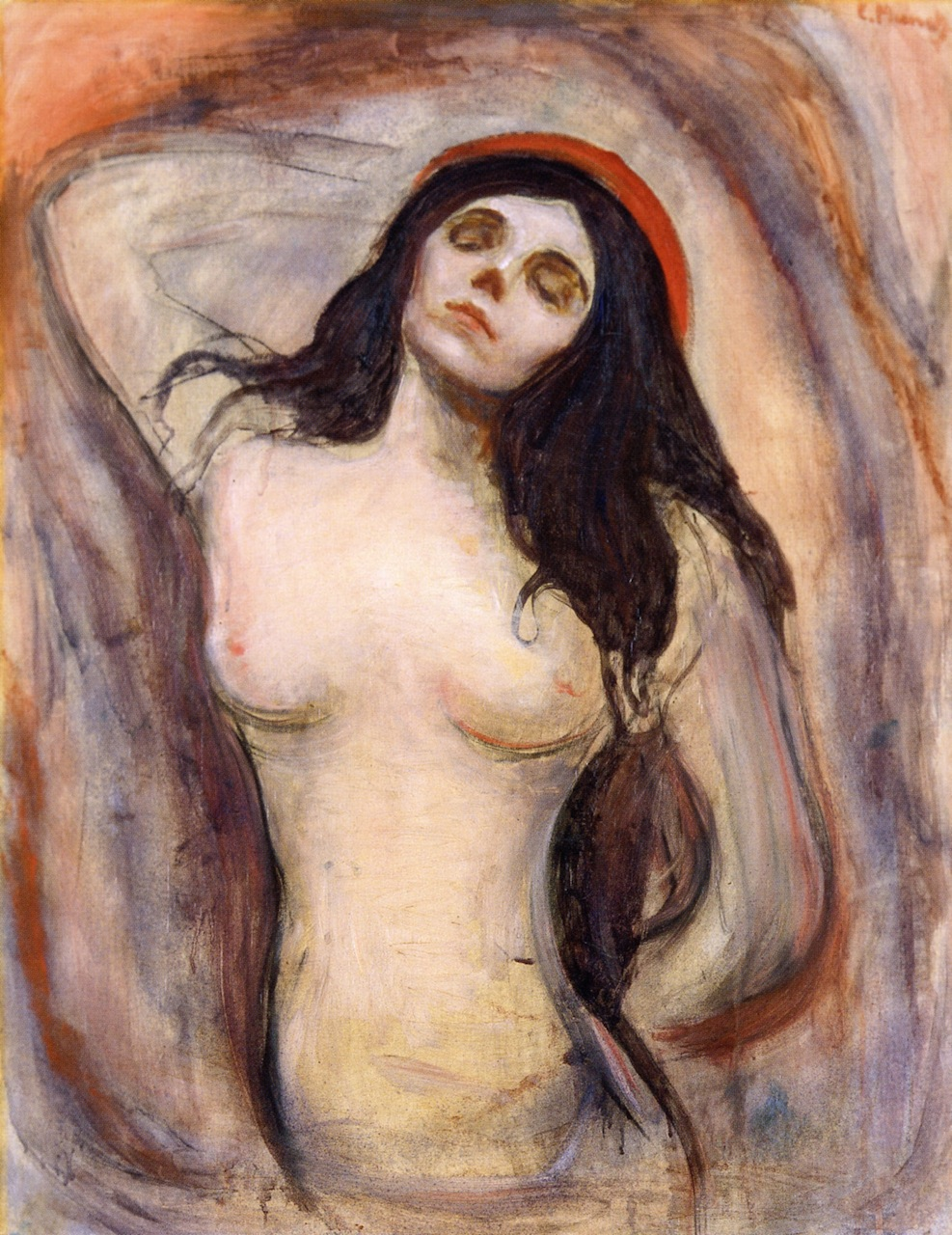
Edvard Munch: Madonna, 1895
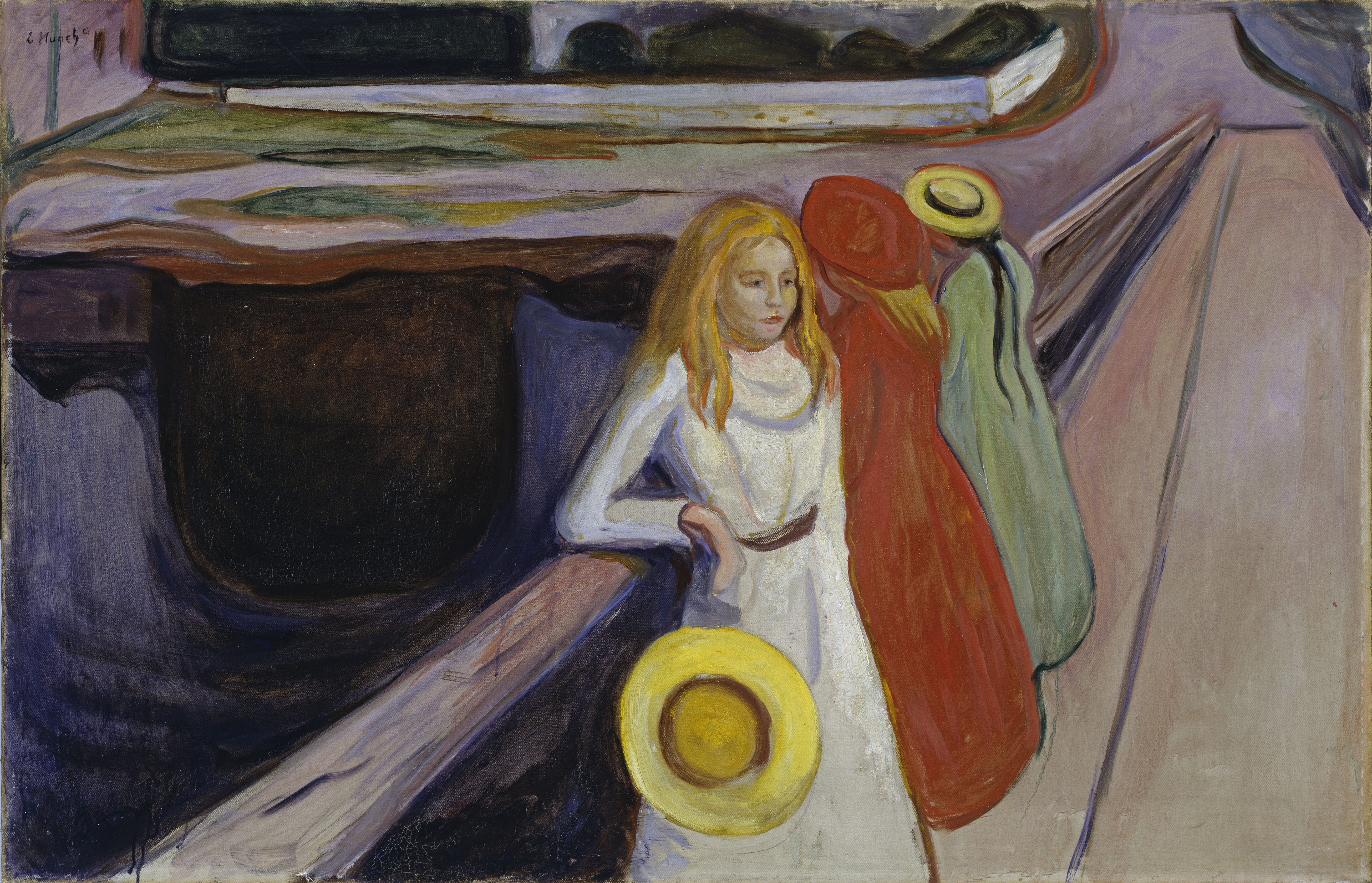
Edvard Munch: Die Mädchen auf der Brücke, 1901
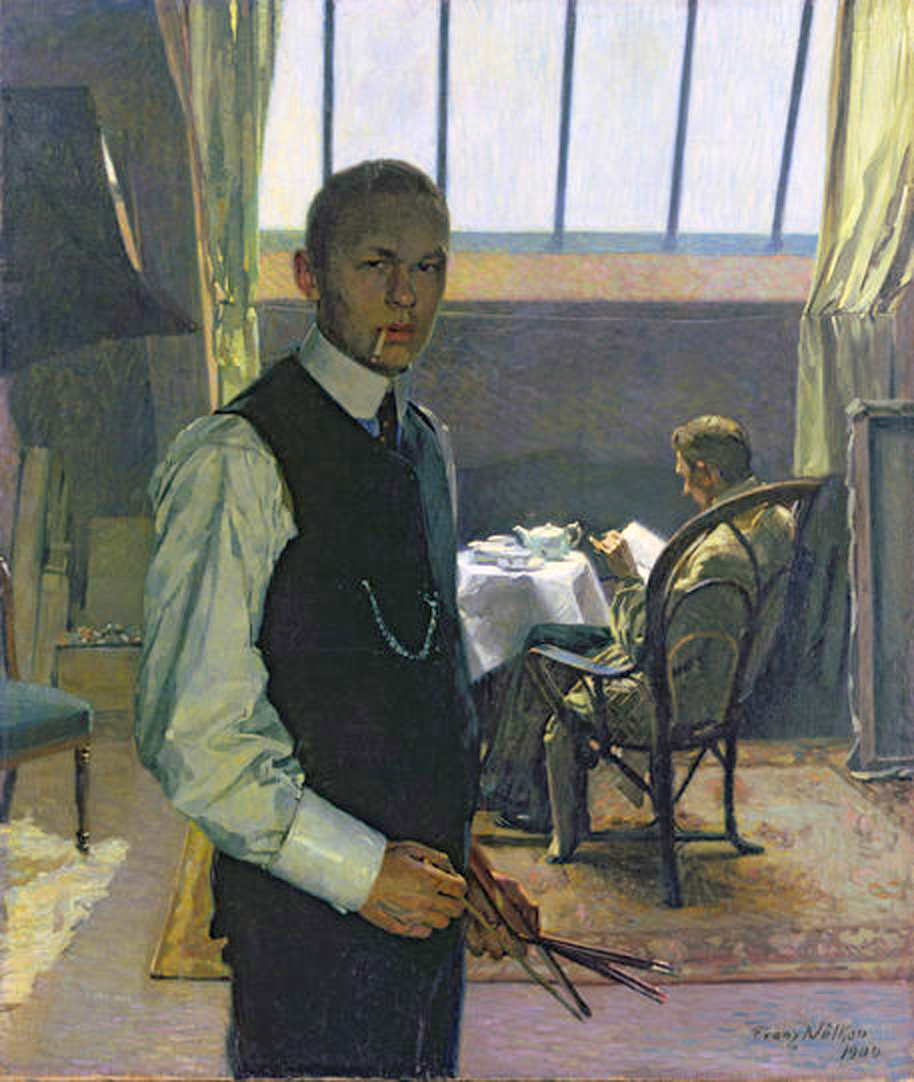
Franz Nölken: Selbstbildnis im Atelier, 1904
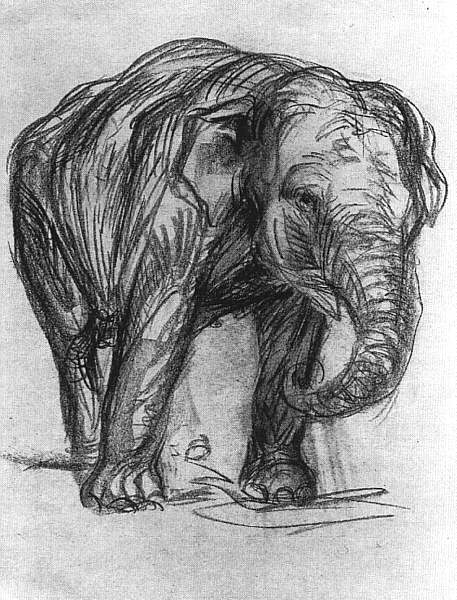
Franz Marc: Elefant, 1907, Kreidezeichnung
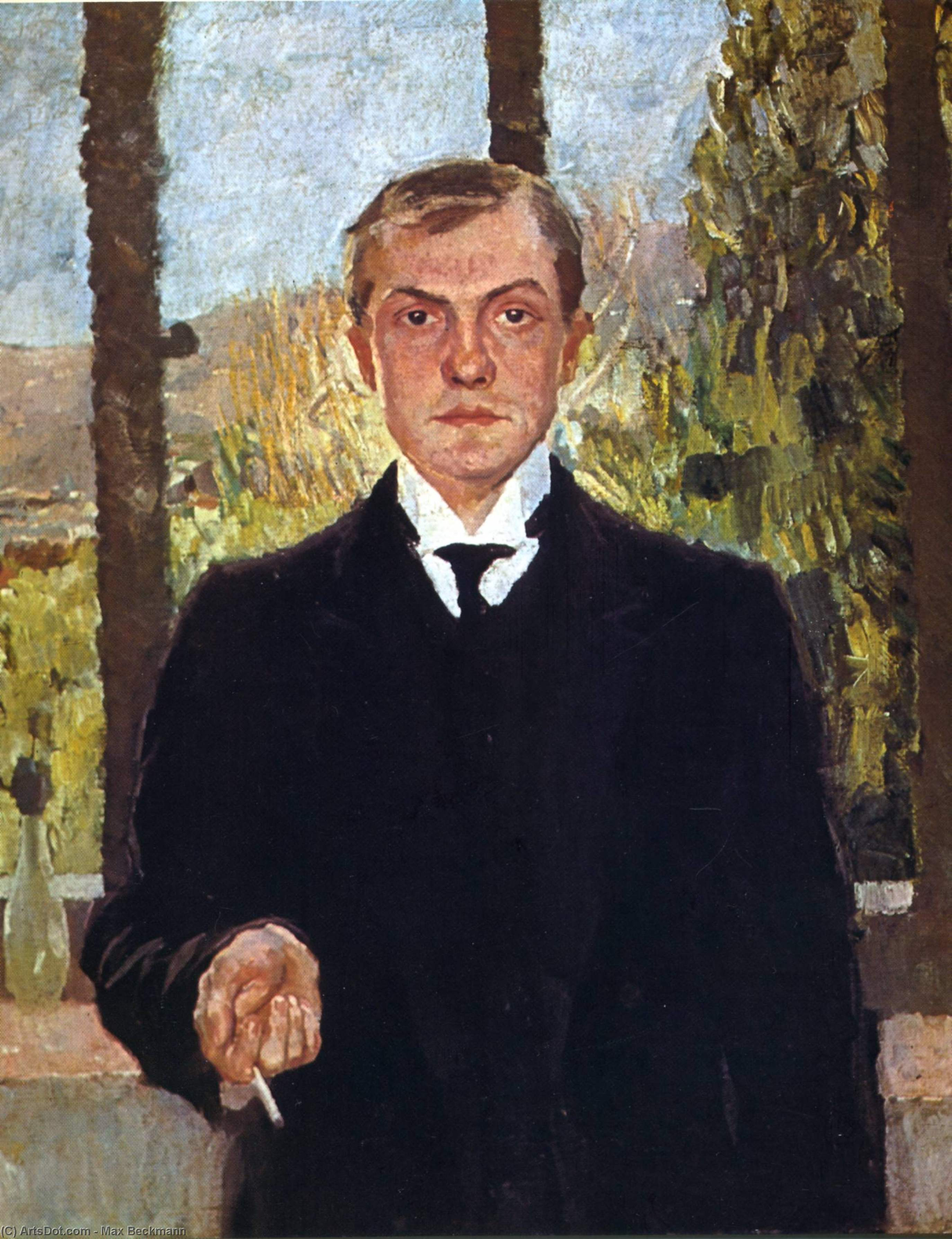
Max Beckmann: Selbstbildnis Florenz, 1907
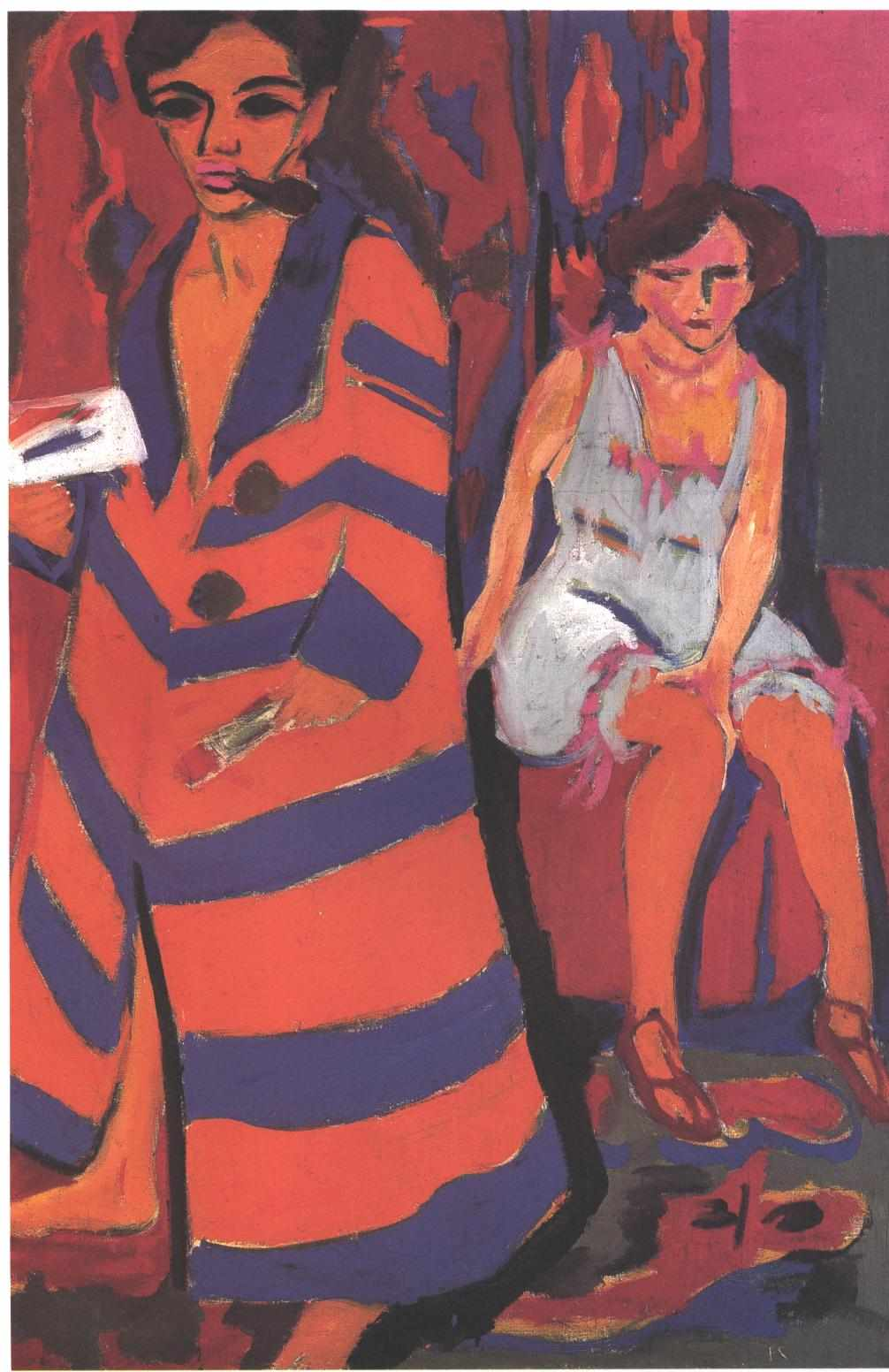
Ernst Ludwig Kirchner: Selbstbildnis mit Modell, um 1910, Öl auf Leinwand
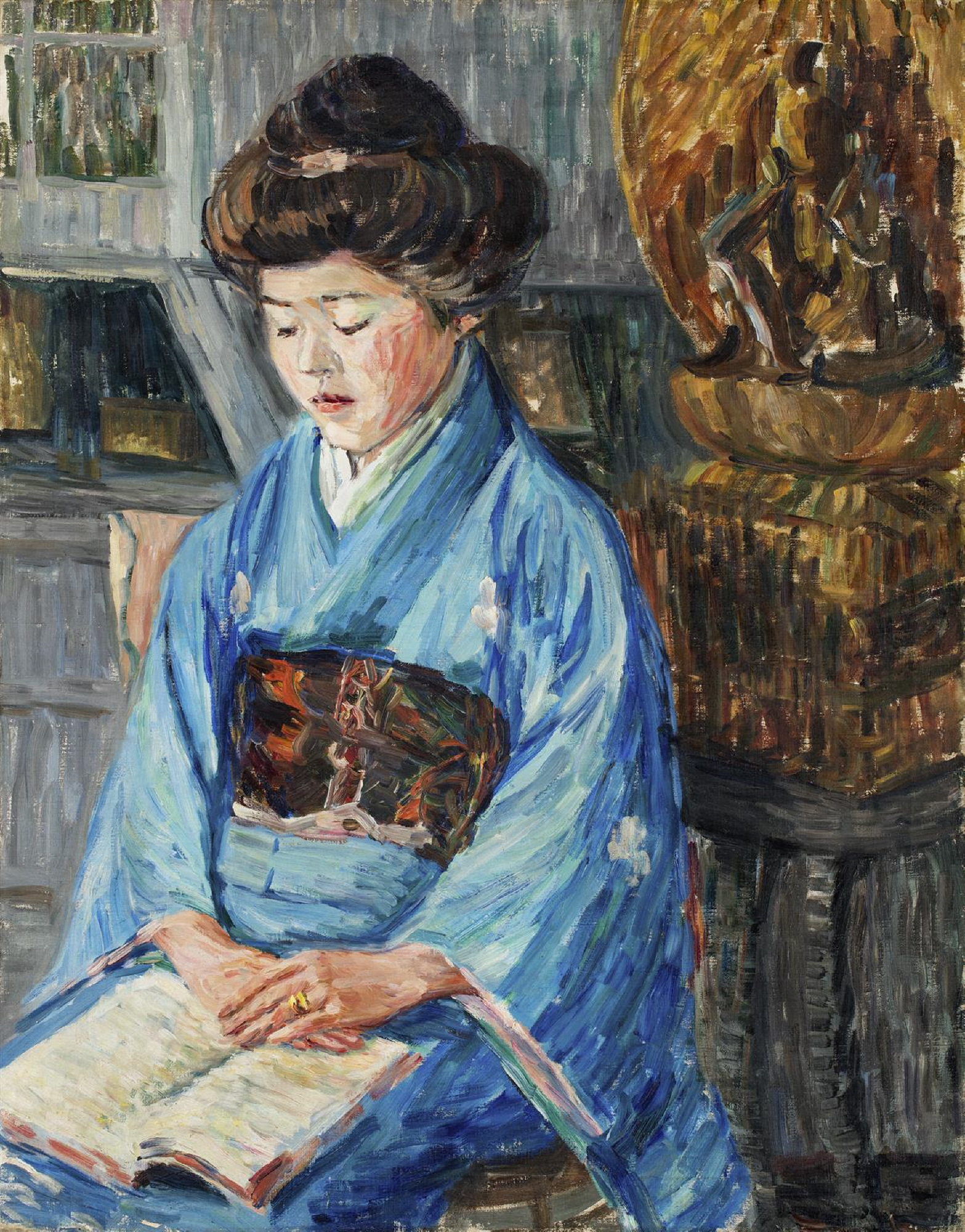
Alma del Banco: Japanerin, 1910
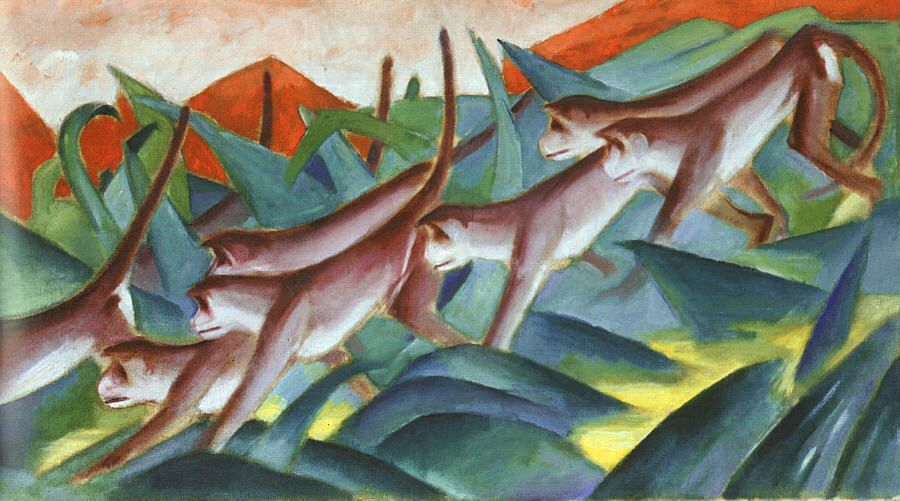
Franz Marc: Affenfries, 1911, Öl auf Leinwand
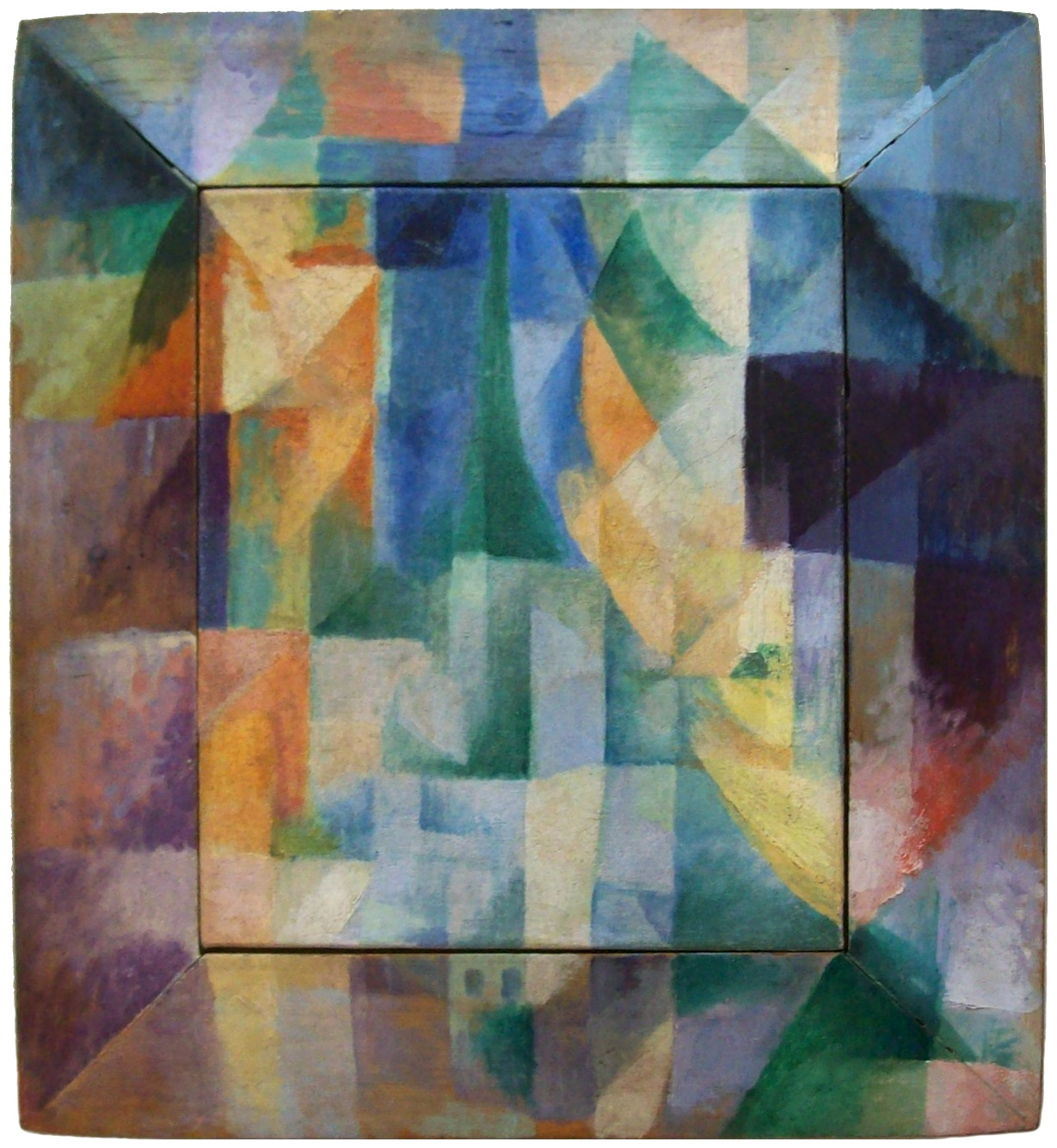
Robert Delaunay: Fensterbild (Les Fenêtres simultanées sur la ville), 1912
August Macke: Mutter und Kind im Park, 1914
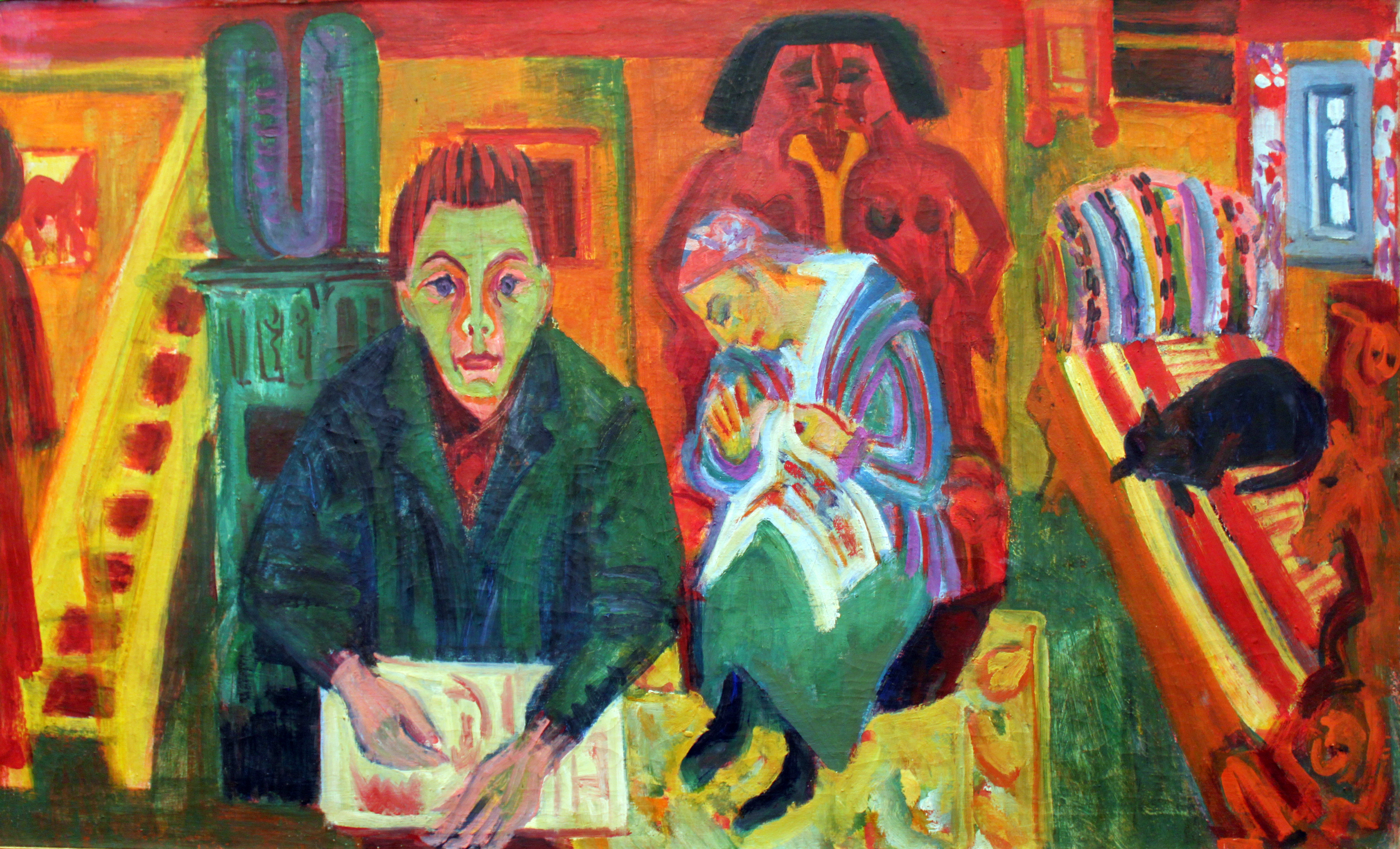
Ernst Ludwig Kirchner: Das Wohnzimmer, 1921
Anita Rée: Teresina, 1925
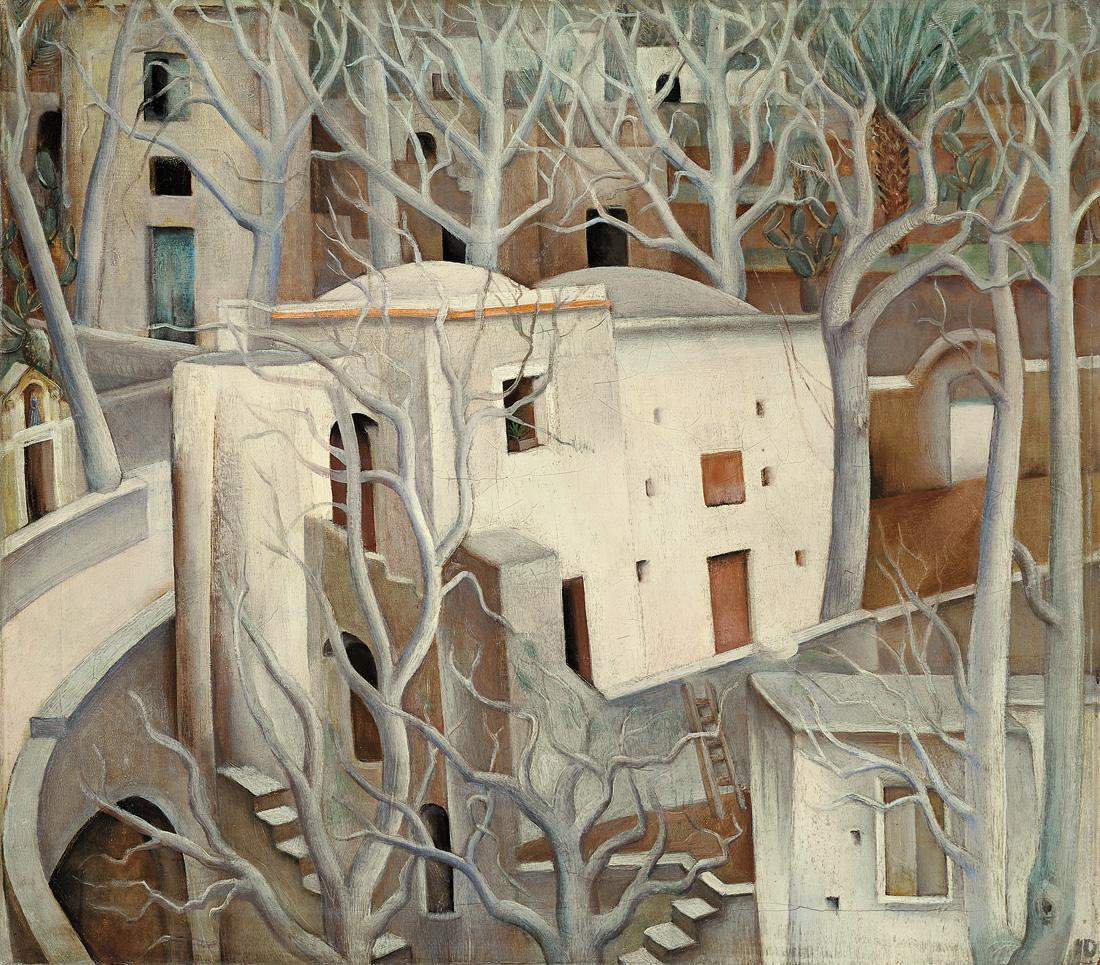
Anita Rée: Weiße Bäume in Positano, 1925
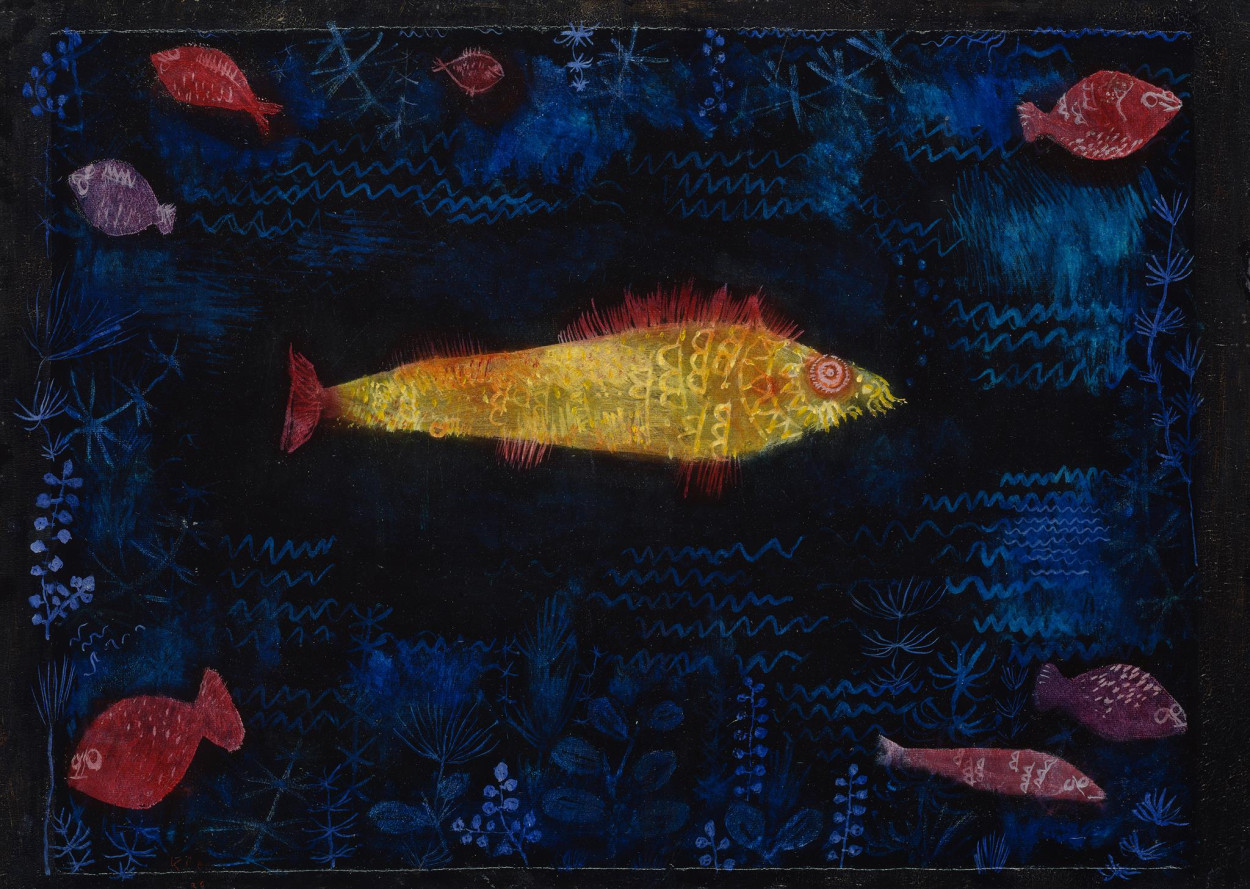
Paul Klee: Der Goldfisch, 1925, Öl und Aquarell auf Papier auf Karton
Paul Klee: Revolution des Viadukts, 1937, Öl auf Ölgrundierung auf Baumwolle auf Keilrahmen

## Verborgenes

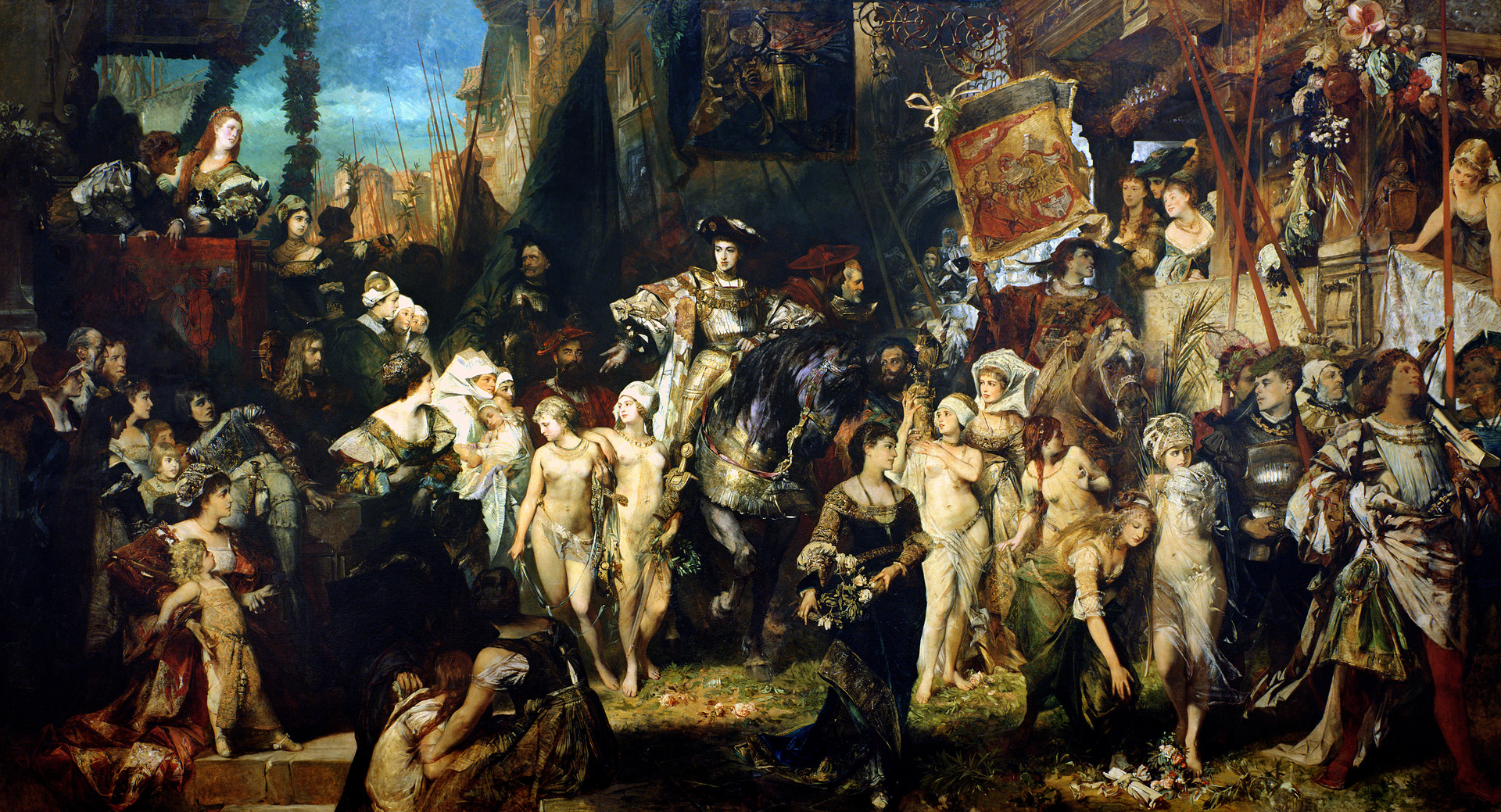
Hans Makart (1840–1884): Der Einzug Karls V. in Antwerpen, 1878; Öl auf Leinwand, 520 × 952 cm. Hamburger Kunsthalle

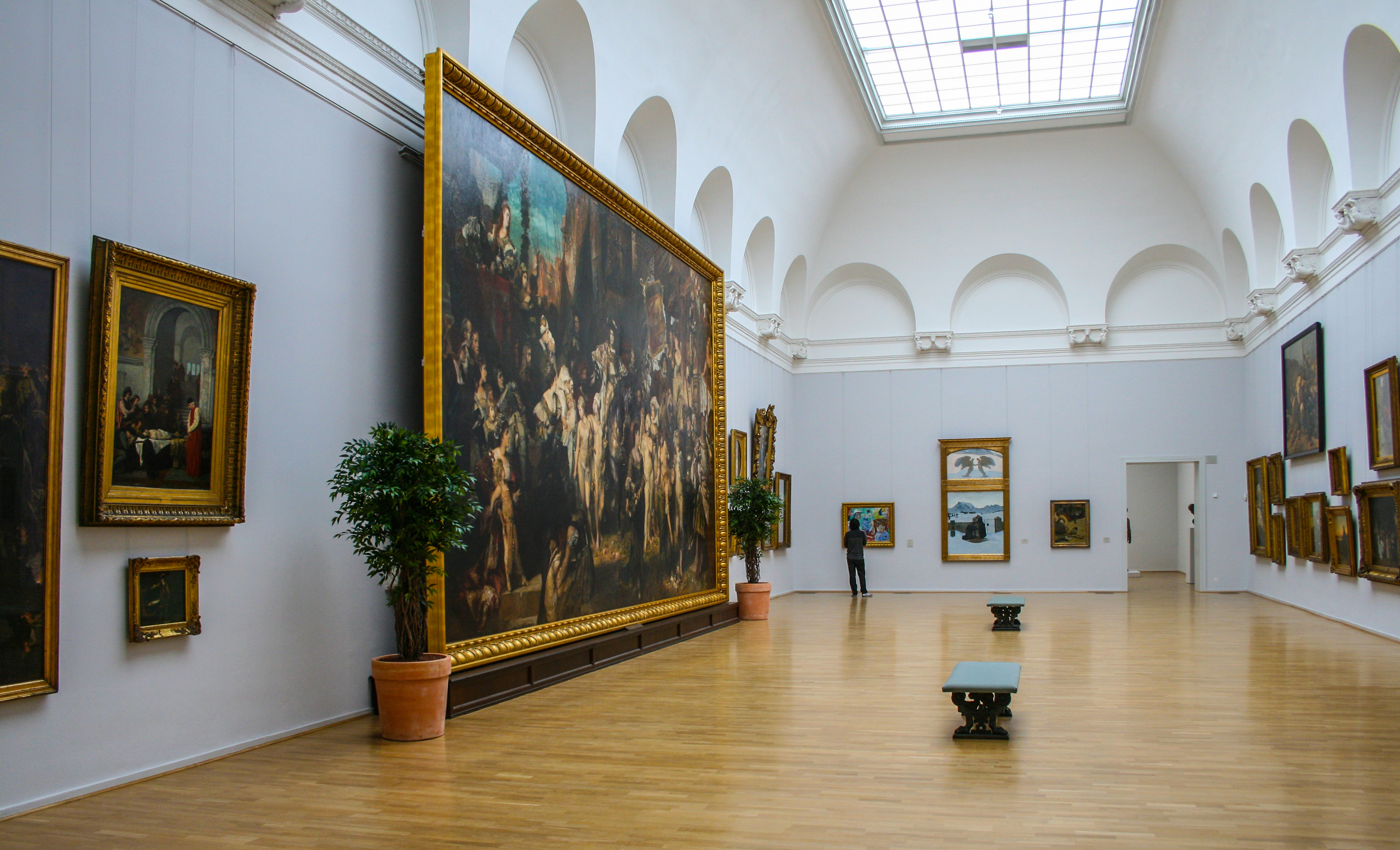
Makarts Gemälde vor dem Umbau

Das monumentale Gemälde Der Einzug Karls V. in Antwerpen (1878) von Hans Makart war seit 2016 hinter einer Gipswand verborgen, da es nicht mehr ins aktuelle Ausstellungskonzept passte, sich aber aus restauratorischen Gründen nicht transportieren ließ. Für Museumsbesucher war das Werk nicht mehr sichtbar, Forschern war es durch eine kleine Seitentür im begehbaren schmalen Raum hinter der Wand zugänglich. Im Oktober 2020 war es für die Besucher einer Ausstellung über Makart wieder sichtbar.
Ein verborgener Schatz befindet sich im sog. „Kleinen Treppenhaus“ der Hamburger Kunsthalle, das heute nicht mehr öffentlich zugänglich ist. Auf Anregung des Kunsthallen-Direktors Carl Georg Heise wurde der Raum 1952 von Wolfgang Klähn ausgemalt, was den Maler damals über Nacht bekannt machte. Die suggestive, das Aufwärtssteigen einer Treppe thematisierende Malerei ist allerdings unter Heises Nachfolger durch Rigipsplatten verdeckt worden. Über die Freilegung der Raumausmalung wird bis heute mitunter heftig gestritten.

## Bibliothek der Kunsthalle
Die Bibliothek der Kunsthalle ist eine reine Präsenzbibliothek und verfügt über einen Bestand von ca. 200.000 Medien. Die Sammlung umfasst Bücher, Ausstellungs- und Auktionskataloge sowie Zeitschriften zur Bildenden Kunst und zu Künstlern vom 13. Jahrhundert bis zur Gegenwart. Weiter sind verfügbar Künstlernachlässe, das Publikations- und Pressearchiv der Kunsthalle und eine Reproduktionsammlung.

## Ausstellungen vor 2010
An der am 20. Oktober 2000 von Uwe M. Schneede und Hans-Peter Porzner eröffneten Ausstellung ein|räumen Arbeiten im Museum. 60 aktuelle Projekte wirkten beispielsweise Marcel Duchamp, George Maciunas, Claes Oldenburg, Ben Vautier, Robert Filliou, Gordon Matta-Clark, Blinky Palermo und Hans-Peter Porzner mit seinem imaginären Museum für Moderne Kunst München mit. Die Ausstellung wurde von Frank Barth und Friederike Wappler kuratiert.

## Sonderausstellungen ab 2010
In neuerer Zeit fanden zahlreiche Ausstellungen statt, in denen auch Ergänzungen der Hamburger Bestände gezeigt wurden. Zudem wurden weitere Räume für zeitgenössische Künstler geschaffen.
Mit Übernahme der ehedem zum Thalia Theater gehörigen Räumlichkeit des Theaters in der Kunsthalle (tik) kam eine weitere Ausstellungsfläche hinzu, die nach dem Mäzen als Hubertus-Wald-Forum bekannt ist. Dieser exponierte Raum war – seit der Errichtung des Gebäudes – als Vortragsraum genutzt worden. Erst 1972 war die Nebenbühne des Thalia Theaters dort eingezogen. Bis zur Einrichtung des Hubertus-Wald-Forums verfügte die Hamburger Kunsthalle über keine separaten Ausstellungsräume; so mussten jeweils die Sammlungen selbst für Sonderausstellungen ausgeräumt werden.
Im Untergeschoss der Galerie der Gegenwart werden seit 2010 ebenfalls Wechselausstellungen gezeigt.
- 2010: poplife mit Werken von Martin Kippenberger, Keith Haring, Takashi Murakami. Eine Ausstellung der Tate Modern in Zusammenarbeit mit der Hamburger Kunsthalle.[47]
- 2010/11: Kirchner. Hamburger Kunsthalle. (Zeichnungen, Druckgrafiken, 15 Gemälde, Fotografien).
- 2010/11: Kosmos Runge. Der Morgen der Romantik, Hamburger Kunsthalle.[48]
- 2011: Roni Horn. Photographien
- 2011: Brueghel, Rembrandt & Co. Niederländische Zeichnungen 1450–1850
- 2011: Marc Brandenburg. Zeichnung
- 2011/12: Max Liebermann. Wegbereiter der Moderne
- 2012: Müde Helden: Ferdinand Hodler – Aleksandr Dejneka – Neo Rauch
- 2013/14: in der Galerie der Gegenwart (Sockelgeschoss): Dänemarks Aufbruch in die Moderne. Die Sammlung Hirschsprung von Eckersberg bis Hammershøi, 20. September 2013 bis 12. Januar 2014
- 2013/14: Eva Hesse: One More than One, 29. November 2013 bis 2. März 2014
- 2016: Manet – Sehen. Der Blick der Moderne Galerie der Gegenwart, (Sockelgeschoss), 27. Mai bis 4. September 2016
- 2016/17: Dalí, Ernst, Miró, Magritte … Surreale Begegnungen aus den Sammlungen Edward James, Roland Penrose, Gabrielle Keiller, Ulla und Heiner Pietzsch, Galerie der Gegenwart (Sockelgeschoss), 7. Oktober 2016 bis 22. Januar 2017
- 2017: Open Access. 13 Blicke in die Sammlung
- 2017/18: Anita Rée – Retrospektive, 6. Oktober 2017 bis 4. Februar 2018
- 2017/18: Künstlerbücher. Die Sammlung, 1. Dezember 2017 bis 2. April 2018, Kuratorinnen Andrea Joosten, Petra Roettig
- 2018: Thomas Gainsborough. Die moderne Landschaft
- 2018/19: The Video is the message. Die Mediensammlung der Hamburger Kunsthalle, 8. November 2018 bis 24. Februar 2019, Kuratorin Petra Roettig
- 2018/19: Lili Fischer. »Alles beginnt mit Zeichnen…«, 19. Oktober 2018 bis 10. Februar 2019, Kuratorin Petra Roettig
- 2018/19: Honey, I rearranged the collection #3 Bouncing in the corner. Die Vermessung des Raums, 16. Februar 2018 bis 7. April 2019, Kuratorin Brigitte Kölle
- 2020/21: Max Beckmann. weiblich-männlich, 25. September 2020 bis 14. März 2021, Kuratorin Karin Schick. Anlässlich der Ausstellung wurde im Januar 2021 ein komplettes Werkverzeichnis Beckmanns digital veröffentlicht.[49]
- 2021 De Chirico. Magische Wirklichkeit, 22. Januar bis 25. April 2021, Kuratorin Annabelle Görgen-Lammers
- 2021: Raffael. Wirkung eines Genies, 2. Juli 2021 bis 3. Oktober 2021, Kuratoren Andreas Stolzenburg und David Klemm
- 2021/22: Werner Büttner. Last Lecture Show, 15. Oktober 2021 bis 16. Januar 2022, Kurator Alexander Klar
- 2021/22: im Hubertus-Wald-Forum: Klasse Gesellschaft. Alltag im Blick niederländischer Meister. Mit Lars Eidinger und Stefan Marx, Kuratorin Sandra Pisot
- 2021/22: in der Galerie der Gegenwart (Haspa-Galerie): Toyen, Kuratorinnen: Annabelle Görgen-Lammers, Annie Le Brun und Anna Pravdova
- 2021/23: in der Lichtwark-Galerie: Impressionismus. Deutsch-französische Begegnungen, Kuratoren: Karin Schick und Markus Bertsch
- 2021/22: Von Mischwesen. Skulptur in der Moderne. Kurator Jasper Warzecha
- 2021/22: Von Menzel bis Monet. Die Hamburger Sammlung Wolffson. Kurator Ute Haug
- 2021/22: „Meistens grundiere ich mit Kreide...“ Emil Noldes Maltechnik. Kuratorinnen: Silvia Castro und Heike Schreiber
- 2020/23: in der Lichtwark-Galerie: Making History. Hans Makart und die Salonmalerei des 19. Jahrhunderts. Kurator Markus Bertsch
- 2022: 1. OG der Galerie der Gegenwart: Futura. Vermessung der Zeit. Kuratoren: Bogomir Ecker und Brigitte Kölle
- 2023: Walid Raad. Cotton Under My Feet: The Hamburg Chapter. Kuratorinnen: Petra Roettig, Leona Marie Ahrens und Selvi Göktepe
- 2023/24: Caspar David Friedrich – Kunst für eine neue Zeit. Kuratoren: Markus Bertsch und Johannes Grave
- 2025: Rendezvous der Träume. Surrealismus und deutsche Romantik. Kuratorinnen: Annabelle Görgen-Lammers, Vera Bornkessel und Maria Sitte

Auszeichnungen
2009 erhielt die Kunsthalle vom Internationalen Kunstkritikerverband AICA für die Sonderausstellung Sigmar Polke. Wir Kleinbürger! Zeitgenossen und Zeitgenossinnen die Auszeichnung Ausstellung des Jahres.

## Finanzierung
Seit 1999 ist die Hamburger Kunsthalle – wie auch die anderen Hamburger Museen – eine unabhängige Stiftung. Zweck dieser Geschäftsform ist es, der Leitung ein unabhängiges Wirtschaften zu ermöglichen. Allerdings kommen die Stiftungen seit Jahren nicht aus den roten Zahlen. Der laufende Betrieb wird durch Zuwendungen der Stadt finanziert und die Kunsthalle beklagt eine „strukturelle Unterfinanzierung“. Ende 2009 lag das Jahresdefizit der Kunsthalle bei 1,905 Millionen Euro. Laut Geschäftsführer Roman Passarge bestand eine jährliche Unterfinanzierung von 800.000 Euro, der übrige Betrag sei mit den Folgen der Finanzkrise und dem drastischen Ausfall von Sponsorengeldern zu erklären.
Der Etat im Überblick (Stand: 2010): Die Museumsstiftung verfügt über ein Stiftungsvermögen in Höhe von 0,51 Euro (sic!). Dabei handelt es sich um die im Zuge der Stiftungserrichtung zugeführte Betriebs- und Geschäftsausstattung, die mit Erinnerungswert von DM 1,00 (EUR 0,51) bewertet wurde. Die vorhandenen Sammlungsgegenstände werden im Museum treuhänderisch verwaltet. Den laufenden Betrieb – von Strom und Heizung über das Personal bis zu den Kosten für Sonderausstellungen – finanziert die Stiftung Hamburger Kunsthalle zu mehr als 50 % aus eigenen Einnahmen (Eintrittserlöse, Sponsoring, Erlöse aus Gastronomie, Parken und Shops) und der Zuwendung der Freien und Hansestadt Hamburg (FHH). Die Kunsthalle erhielt 2010 jährlich knapp 11 Millionen Euro an Zuwendungen durch die Stadt, wovon allein 5 Millionen als Gebäudemiete an die Stadt zurückfließen und rund 3,8 Millionen als Personalkosten gebunden sind. Der Gesamtetat betrug ohne Gebäudemiete rund 11 Millionen Euro, einschließlich der Miete rund 16 Millionen Euro. Der Kultursenator verlangte Einsparungen. Die Hamburger Kunsthalle ist eines der ganz wenigen Museen, die als öffentliche Einrichtung Miete an die öffentliche Hand zahlen, für Vergleiche werden üblicherweise Kennzahlen ohne Miete herangezogen. In der Zuwendung der FHH war ein Ankaufsetat von 322.000 Euro enthalten, der seit Stiftungsgründung in den Betriebshaushalt fließt, um das Budget auszugleichen. Ankäufe werden in der Hamburger Kunsthalle durch die großzügigen Zuwendungen und Schenkungen von Vereinen, Stiftungen und Privatpersonen ermöglicht.
Doch ist der Etat des Hauses im bundesweiten Vergleich mit knapp zwei Dutzend Häusern in anderen Städten (etwa dem Kunstmuseum Stuttgart, dem Sprengel Museum Hannover und dem Städel in Frankfurt) relativ gering. Die durchschnittlichen Zuwendungen an diese Häuser liegen bei 25 Euro pro Besucher, die Kunsthalle dagegen erhält 13 Euro. Auch die Zuwendungen pro Ausstellungsfläche sind geringer als der Durchschnitt. Dieser liegt bei 859 Euro pro Quadratmeter, der der Kunsthalle hingegen nur bei 483 Euro. Managementfehler könnten eine Ursache des ständigen Defizits sein. 2010 beschäftigte das Thema die Öffentlichkeit, als der Direktor Gaßner die Schließung der „Galerie der Gegenwart“ für ein halbes Jahr ankündigte – angeblich wegen kleinerer Brandschutzmaßnahmen, tatsächlich wohl, um durch Reduzierung der Bewachungs- und Energiekosten 200.000 Euro einzusparen und damit die Etatvorgaben des Senats zu erreichen.

## Andere Nutzungen
Nach dem Ende des Zweiten Weltkriegs erhielten 1945 deutsche Soldaten ihre Entlassungspapiere in den  Räumen der Kunsthalle von der britischen Besatzungsmacht

## Filme
- Hamburger Kunsthalle (= Museums-Check. Folge 40). Reportage, 30 Min., Moderation: Markus Brock, Produktion: 3sat. Erstausstrahlung: 11. September 2016.[54]
- Zwei Folgen der Kunst- und Antiquitätenshow Lieb & Teuer des NDR, gedreht in der Hamburger Kunsthalle. Erstausstrahlungen: 26. November und 3. Dezember 2017.[55][56]